# Lista de episódios de Naruto
Esta é uma lista dos episódios da série de anime Naruto, adaptação da Parte I da série de mangá de mesmo nome, escrita e ilustrada por Masashi Kishimoto. O anime foi produzido pelo Studio Pierrot junto com a TV Tokyo[carece de fontes?] e exibido entre 3 de outubro de 2002 e 8 de fevereiro de 2007 pela TV Tokyo, com um total de 220 episódios. Abaixo se encontram todos os episódios de todas as temporadas já feitas.
Naruto estreou no Brasil em janeiro de 2007 no Cartoon Network e em julho do mesmo ano no SBT já dublado em português. No exterior o anime já havia passado no antigo Jetix da Disney, com seus primeiros 104 episódios. Atualmente, os serviços de streaming Claro Video e Netflix exibem os 220 episódios desta fase. 

## Resumo
| 1ª Temporada                                            | 1~25    | 25 episódios | 3 de outubro de 2002  | 27 de março de 2003    |
| 2ª Temporada                                            | 26~53   | 28 episódios | 2 de abril de 2003    | 8 de outubro de 2003   |
| 3ª Temporada                                            | 54~77   | 24 episódios | 15 de outubro de 2003 | 31 de março de 2004    |
| 4ª Temporada                                            | 78~103  | 26 episódios | 7 de abril de 2004    | 29 de setembro de 2004 |
| 5ª Temporada                                            | 104~128 | 25 episódios | 13 de outubro de 2004 | 30 de março de 2005    |
| 6ª Temporada                                            | 129~153 | 25 episódios | 6 de abril de 2005    | 28 de setembro de 2005 |
| 7ª Temporada                                            | 154~178 | 25 episódios | 5 de outubro de 2005  | 29 de março de 2006    |
| 8ª Temporada                                            | 179~202 | 24 episódios | 5 de abril de 2006    | 27 de setembro de 2006 |
| 9ª Temporada                                            | 203~220 | 18 episódios | 5 de outubro de 2006  | 8 de fevereiro de 2007 |
| Ver também \| Notas \| Referências \| Ligações externas |         |              |                       |                        |

## Primeira temporada
| N.º | Título no Brasil Título original | Exibição original       | Exibição no Brasil   |
| --- | --- | ----------------------- | -------------------- |
| 1 | "Naruto Uzumaki Chegando!" Transliteração: "Sanjō! Uzumaki Naruto" (em japonês: 参上! うずまきナルト)                                                         | 3 de Outubro de 2002    | 2 de Janeiro de 2007 |
| Uzumaki Naruto começa fazendo encrencas pintando o rosto dos Hokages, e os habitantes correm atrás dele só que não conseguem pegá-lo, Umino Iruka alcança-o e diz para limpar a pintura como castigo. No dia seguinte acontece a formatura da academia, o teste para aprovação é o Bunshin no Jutsu, que todos conseguem menos Naruto. Então Mizuki aproveita o oportunidade e conta a Naruto sobre um pergaminho de jutsus, Naruto o consegue, o Terceiro Hokage manda que os chunins tragam Naruto de volta para a Folha. Iruka encontra Naruto, e Mizuki conta a Naruto sobre a Kyubi, há uma grande comoção, Naruto é protegido de uma grande shuriken por Iruka. Então naruto consegue realizar o Kage Bunshin no Jutsu, derrotando Mizuki. Iruka parabeniza Naruto dizendo que ele passou no teste para genin e o presenteia com o sua bandana da Folha. | |                         |                      |
| 2 | "Meu Nome é Konohamaru!" Transliteração: "Konohamaru da Kore!" (em japonês: 木ノ葉丸だコレ!)                                                                  | 10 de Outubro de 2002   | 3 de Janeiro de 2007 |
| Sarutobi Konohamaru, neto do Terceiro Hokage é apresentado, disposto a ser reconhecido pelo seu próprio nome e valor, ele tenta aprender algumas técnicas com Naruto, algo que ajude-o a derrotar seu avô. | |                         |                      |
| 3 | "Sasuke e Sakura: Amigos ou Inimigos?" Transliteração: "Shukuteki!? Sasuke to Sakura" (em japonês: 宿敵!? サスケとサクラ)                                     | 17 de Outubro de 2002   | 4 de Janeiro de 2007 |
| Haruno Sakura aparece e é mostrada como a menina de quem Naruto gosta, mas ela só tem olhos para Uchiha Sasuke, que é frio e quieto. Disposto a acabar com a fama do garoto popular da classe, Naruto se transforma no Uchiha para denegrir a imagem dele e, consequentemente, conseguir a atenção de Sakura. | |                         |                      |
| 4 | "Aprovar ou Reprovar? Um Exercício de Sobrevivência" Transliteração: "Shiren! Sabaibaru Enshū" (em japonês: 試練! サバイバル演習)                             | 24 de Outubro de 2002   | 5 de Janeiro de 2007 |
| Naruto, Sasuke e Sakura conhecem seu novo professor, Hatake Kakashi, um jonin que vai treiná-los dali em diante. Depois de se apresentarem eles descobrem que ainda não são ninjas e para ser terão que passar por um teste de sobrevivência onde terão que pegar guisos em posse de Kakashi. | |                         |                      |
| 5 | "Você Falhou! A Decisão Final de Kakashi" Transliteração: "Shikkaku? Kakashi no Ketsuron" (em japonês: 失格? カカシの結論)                                    | 31 de Outubro de 2002   | 2007                 |
| Após falharem no teste, Kakashi prende Naruto no tronco, pois tentou comer o almoço antes da hora enquanto Sakura e Sasuke estão almoçando. Então Kakashi decide dar uma nova chance ao grupo depois do almoço, e finge que foi embora. Naruto está com muita fome e Sasuke percebe que precisa alimenta-lo pois se não irá atrapalhá-lo na hora de refazer o teste. Então ele e a Sakura dão sua comida ao Naruto, e Kakashi os pega de surpresa e apenas diz que eles passaram no teste. | |                         |                      |
| 6 | "Uma Missão Perigosa: Uma Aventura no País das Ondas!" Transliteração: "Jūyō Ninmu! Nami no Kuni e Chō-shuppatsu!" (em japonês: 重要任務! 波の国へ超出発!)    | 7 de Novembro de 2002   | 2007                 |
| O Time 7 realiza sua primeira missão, mas Naruto, está muito irritado pois acha que essas missões são todas bobas, o Terceiro Hokage e Iruka explicam a Naruto o propósito dessas missões, mais ele não se convence e quer um desafio, então o Hokage decide da uma missão onde o time terá que ir até um lugar chamado País das Ondas para fazer a escolta de Tazuna, o construtor da ponte, em uma missão rank-C. | |                         |                      |
| 7 | "O Assassino da Névoa!" Transliteração: "Kiri no Ansatsusha!" (em japonês: 霧の暗殺者!)                                                                       | 14 de Novembro de 2002  | 2007                 |
| No caminho ao País das Ondas, eles são atacados por um nukenin chamado Momochi Zabuza que os expõe a um grande perigo de morte. Ele é pago por Gaton para matar Tazuna e impedir a construção da ponte. Agora, o trio de heróis têm seus títulos de ninjas postos à prova. | |                         |                      |
| 8 | "O Juramento de Dor" Transliteração: "Itami ni Chikau Ketsui" (em japonês: 痛みに誓う決意)                                                                    | 21 de Novembro de 2002  | 2007                 |
| Tendo Kakashi detido na prisão de água, Sasuke, Naruto e Sakura precisam enfrentar sozinhos um assassino jonin de Elite, com muito medo do fracasso ou de possíveis mortes, Naruto acaba se lembrando do juramento de nunca fraquejar e junto a Sasuke, bola um plano infalível pra deter o jutsu de Zabuza e libertar seu sensei. | |                         |                      |
| 9 | "Kakashi: O Guerreiro Sharingan" Transliteração: "Sharingan no Kakashi" (em japonês: 写輪眼のカカシ)                                                          | 28 de Novembro de 2002  | 2007                 |
| Naruto e Sasuke trabalhando em conjunto conseguem libertar Kakashi da prisão de água de Zabuza. Kakashi luta com Zabuza. Um ninja da Vila da Névoa aparece e apaga Zabuza com agulhas, levando o seu corpo. Naruto fica frustrado por perceber que há crianças tão jovens quanto ele que são talvez até mais fortes que Kakashi. Kakashi desmaia. | |                         |                      |
| 10 | "A Floresta do Chakra" Transliteração: "Chakura no Mori" (em japonês: チャクラの森)                                                                           | 5 de Dezembro de 2002   | 2007                 |
| Zabuza foi levado aparentemente morto por alguém que se apresentou como seu perseguidor. O grupo vai em segurança levar Tazuna ao País das Ondas, onde poderá prosseguir o seu trabalho. Mas Kakashi está achando tudo muito suspeito e resolve ensinar aos seus pupilos uma forma de treinar a concentração do chakra. Mais uma vez Naruto fica para trás em habilidade, mas luta com todas as forças para alcançar Sasuke. | |                         |                      |
| 11 | "A Terra Onde uma Vez um Herói Viveu" Transliteração: "Eiyū no Ita Kuni" (em japonês: 英雄のいた国)                                                           | 12 de Dezembro de 2002  | 2007                 |
| Ao conhecer a família de Tazuna, Naruto, Sasuke, Sakura e Kakashi são apresentados ao seu neto, um garoto problemático... Notando uma foto rasgada, eles descobrem que o pai do menino, Kaiza, é considerado um herói na cidade, e sua história parece ser a fonte da tristeza que o filho guardou. Qual será afinal o problema do garoto? | |                         |                      |
| 12 | "Batalha na Ponte! Zabuza Retorna!" Transliteração: "Kyōjō Kessen! Zabuza Futatabi!!" (em japonês: 橋上決戦! ザブザ再び!!)                                    | 19 de Dezembro de 2002  | 2007                 |
| Sasuke ainda está obcecado por seu treinamento, assim como Naruto que, ao passar pela floresta, tem um encontro inesperado com Haku. Como Kakashi esperava, Zabuza está vivo e retorna para completar sua tarefa, assim como terminar a luta interrompida. | |                         |                      |
| 13 | "O Jutsu Secreto de Haku: Espelhos de Cristais de Gelo" Transliteração: "Haku no Hijutsu: Makyō Hyōshō" (em japonês: 白の秘術 魔鏡氷晶)                       | 26 de Dezembro de 2002  | 2007                 |
| Dessa vez a luta está mais difícil porque Zabuza tem uma arma secreta: Haku vai entrar na briga! O garoto não é um ninja comum e suas habilidades de linhagem avançada darão muito trabalho a Sasuke, que o enfrenta enquanto Kakashi está ocupado com Zabuza. | |                         |                      |
| 14 | "O Ninja Número Um, Hiperativo e Cabeça Oca Entra na Briga!" Transliteração: "Igaisei Nanbā Wan - Naruto Sansei!" (em japonês: 意外性No.1 ナルト参戦!)        | 9 de Janeiro de 2003    | 2007                 |
| Naruto finalmente chega à ponte. Ele e Sasuke mais uma vez terão de agir em conjunto se quiserem sobreviver ao jutsu avançado de Haku, já que Kakashi está impedido de ajudá-los por causa de Zabuza. Enquanto isso, é o papel de Sakura proteger Tazuna, mesmo que precise usar seu próprio corpo como escudo. | |                         |                      |
| 15 | "Visibilidade Zero! O Sharingan Desvendado" Transliteração: "Shikai Zero no Tatakai - Sharingan Kuzushi" (em japonês: 視界ゼロの戦い 写輪眼崩し)              | 16 de Janeiro de 2003   | 2007                 |
| Embora estejam em grande desvantagem em relação a Haku, Sasuke começa a perceber um padrão na movimentação do inimigo com a ajuda de Naruto. A tensão aumenta conforme os ferimentos de Sasuke e Naruto se multiplicam. Enquanto isso, Kakashi parece ter a vantagem na luta por conta do sharingan, mas Zabuza garante ter descoberto o ponto fraco da técnica. | |                         |                      |
| 16 | "O Selo Rompido" Transliteração: "Kaihō Sareta Fūin" (em japonês: 解放された封印)                                                                             | 23 de Janeiro de 2003   | 2007                 |
| Após ver Sasuke sendo "morto" por Haku, Naruto libera uma pequena parte do Chakra da Raposa e derrota Haku. | |                         |                      |
| 17 | "Passado Branco, Ambição Escondida" Transliteração: "Shiroi Kako - Himeta Omoi" (em japonês: 白い過去 秘めた想い)                                             | 30 de Janeiro de 2003   | 2007                 |
| O inimigo se assusta com a mudança repentina no chakra de Naruto. Agora, ele está em fúria por ter perdido o rival e companheiro, e mal pode ser reconhecido. Percebendo que será incapaz de derrotar o garoto, Haku sente que não tem mais motivos para viver, revelando as razões de ter se aliado a Zabuza. Com apenas mais um golpe, Naruto poderá se vingar do assassino de seu amigo... Mas será que ele é capaz? | |                         |                      |
| 18 | "As Armas Conhecidas como Shinobi" Transliteração: "Shinobi to Iu na no Dōgu" (em japonês: 忍という名の道具)                                                  | 6 de Fevereiro de 2003  | 2007                 |
| Haku, derrotado e, portanto, não sendo mais útil para Zabuza, pediu para Naruto matá-lo de qualquer maneira. Embora relutante, Naruto tentou cumprir, se ele faria Haku feliz. Antes de Naruto poderia chegar, no entanto, Haku sente que Zabuza estava prestes a ser morto por Kakashi. Encontrando um objetivo final, ele aparou o ataque de Naruto e foi proteger Zabuza, utilizando-se como um escudo humano contra o Raikiri de Kakashi. Antes de morrer, ele agarrou o braço de Kakashi, esperando a morte e ao mesmo tempo dando mais chances de Zabuza derrotar Kakashi. Zabuza lhe agradeceu e tentou cortar seu corpo para matar Kakashi, mas Kakashi foi capaz de afastar o ataque. | |                         |                      |
| 19 ... | "O Demônio na Neve" Transliteração: "Zabuza Yuki ni Chiru..." (em japonês: ザブザ雪に散る…)                                                                   | 13 de Fevereiro de 2003 | 2007                 |
| Com o sacrifício de Haku, Zabuza acaba se influenciando pelo discurso de Naruto e se volta contra seu contratador, a quem nunca tinha sido fiel realmente. Mesmo muito machucado, o demônio da névoa enfrenta Gatou e todos os homens trazidos por ele. Finalmente, então, toma consciência do apego que Haku tinha por ele. | |                         |                      |
| 20 | "Um Novo Capítulo Começa: A Prova Chunin" Transliteração: "Shinshō Totsunyū! Chūnin Shiken Dattebayo" (em japonês: 新章突入! 中忍試験だってばよ)              | 20 de Fevereiro de 2003 | 2007                 |
| A missão no País das Ondas está completa. O Time Kakashi volta aos trabalhos entediantes, mas logo um fato novo vem quebrar a tranqüilidade: dois ninjas da areia aparecem causando problemas para Naruto, Sakura e o trio de Konohamaru. Um terceiro ninja de olhar ameaçador aparece. A razão para a presença de ninjas da vila oculta da areia é a aproximação do exame chunin. | |                         |                      |
| 21 | "Identifiquem-se: Rivais Novos e Poderosos" Transliteração: "Nanore! Arawareta Kyōteki Tachi!!" (em japonês: 名乗れ! 現れた強敵たち!!)                        | 27 de Fevereiro de 2003 | 2007                 |
| Questionado por Sasuke, que identifica um rival poderoso, o ninja de olhar sombrio e taciturno se identifica como o Gaara do Deserto. Para a frustração de Naruto, nenhum dos três ninjas se interessa em saber o nome dele. Atrasado como sempre, Kakashi anuncia ao trio que os recomendou para participar do exame chunin, mas antes de se inscrever eles serão testados. Embora os dois companheiros tenham ficado animados com o teste, Sakura está insegura. | |                         |                      |
| 22 | "Desafio Chunin: Rock Lee Contra Sasuke!" Transliteração: "Kiai Hyaku-nijū Pāsento - Naude Rokku na Chōsenjō!" (em japonês: 気合い120% ナウでロックな挑戦状!) | 6 de Março de 2003      | 2007                 |
| Antes de se inscreverem para o teste, o genin Rock Lee declara estar apaixonado por Sakura. Depois de receber um fora dela, ele resolve desafiar Sasuke, que aceita o duelo. Mas Lee usa taijutsu e possui imensa velocidade. Nem mesmo o portador do sharingan é capaz de superar esta técnica pouco usual nesse estágio de seu treinamento. | |                         |                      |
| 23 | "Batalha Genin! Os Nove Novatos se Enfrentam!" Transliteração: "Kechirase Raibaru! Rūkī Nain Zenin Shūgō" (em japonês: 蹴散らせライバル! 新人9人全員集合)     | 13 de Março de 2003     | 2007                 |
| Na inscrição para o teste, os nove genins iniciantes da Folha encontram muitos outros de várias vilas diferentes. Todos ali estão se avaliando, silenciosamente ou não... É aí que Sakura, Naruto e Sasuke conhecem um ninja que já repetiu o exame várias vezes. Apesar de ter falhado em todas as vezes, Yakushi Kabuto sabe muito sobre o exame e sobre vários dos genins ali presentes. | |                         |                      |
| 24 | "Liguem os Motores: A Prova Chunin Começa!" Transliteração: "Ikinari Shikkaku? Chō-nankan no Daiichi Shiken" (em japonês: いきなり失格? 超難関の第一試験)     | 20 de Março de 2003     | 2007                 |
| Começa a primeira etapa do Exame Chunin, uma prova escrita. Naruto fica desesperado com as perguntas, Hyuga Hinata (a garota que o admira) passa cola pra ele, mas ao ver um genin colando de Hinata, decide não colar. Todos na sala começam a colar. O inspetor fala que anunciará a última questão e Naruto diz que terá que apostar tudo nesta questão já que não respondeu nada. | |                         |                      |
| 25 | "A Décima Pergunta: Tudo ou Nada" Transliteração: "Deta-toko Shōbu! Funbari Dokoro no Jū Monme" (em japonês: 出たとこ勝負! 踏ん張りどころの10問目)            | 27 de Março de 2003     | 2007                 |
| O inspetor diz que antes de responder a décima pergunta, os genins devem decidir se querem ou não desistir, quem desistir poderia tentar o próximo exame chunin, mas quem não desistir e responder incorretamente, nunca mais prestaria o exame, Naruto diz que não vai desistir, pois se tornaria Hokage de qualquer jeito, o discurso de Naruto dá confiança a todos na sala, então o inspetor decide passar todos aqueles que não desistiram o se recusaram a responder a décima questão. | |                         |                      |

| Topo da Página |
| -------------- |

## Segunda temporada
| N.º | Título no Brasil Título original | Exibição original      | Exibição no Brasil  |
| --- | --- | ---------------------- | ------------------- |
| 26 | "Reportagem Especial: Ao Vivo da Floresta da Morte!" Transliteração: "Zettai Hikken! Shi no Mori Chokusen Rupo! Konoha no Gakkyū Shinbunda Kore!" (em japonês: 絶対必見! 死の森直前ルポ! 木ノ葉の学級新聞だコレ!) | 2 de Abril de 2003     | 2007                |
| Konohamaru faz uma reportagem para o jornal da classe com os acontecimentos dos episódios anteriores. | |                        |                     |
| 27 | "A Prova Chunin 2ª Etapa: A Floresta da Morte!" Transliteração: "Daini Shiken Sutāto! Mawari wa Minna Teki Darake!" (em japonês: 第二試験スタート! 周りはみんな敵だらけ!)                                         | 2 de Abril de 2003     | 2007                |
| Os ninjas que passaram no teste escrito agora precisam enfrentar a segunda fase do exame, no qual cada trio terá em sua posse somente um pergaminho do Céu ou da Terra. O objetivo é que cada grupo utilize suas técnicas ninjas para encontrar e roubar o pergaminho que não possuem. O grupo de Naruto enfrenta seus primeiros oponentes. | |                        |                     |
| 28 | "Comer ou Ser Comido: Pânico na Floresta" Transliteração: "Kū ka Kuwareru ka! Esa ni Natta Naruto" (em japonês: 喰うか喰われるか! エサになったナルト)                                                             | 9 de Abril de 2003     | 2007                |
| Como alguém já havia tentado se passar pelo Naruto, Sasuke inventa um modo de se certificar de que o grupo não será enganado. Como ele parece ter adivinhado, um inimigo ainda mais poderoso tenta usar esta tática logo em seguida. Quem será essa pessoa e qual o seu real objetivo? Enquanto isso, Naruto acaba sendo engolido por uma cobra gigante. | |                        |                     |
| 29 | "O Contra-Ataque de Naruto: Nunca se Renda!" Transliteração: "Naruto Hangeki! Nigenēn Dattebayo!" (em japonês: ナルト反撃! 逃げねーんだってばよ!)                                                                 | 16 de Abril de 2003    | 2007                |
| Naruto consegue livrar-se do perigo em que estava, e se apressa para ajudar os dois amigos. Porém, sem saída e sem perspectiva de sobreviver ao ataque do estranho, Sasuke resolve entregar o pergaminho de sua equipe para poupar a vida dos três. Naruto não consegue acreditar que aquele é mesmo o colega de equipe. | |                        |                     |
| 30 | "O Sharingan Revivido: Jutsu Chama do Dragão!" Transliteração: "Yomigaere Sharingan! Hissatsu: Katon Ryūka no Jutsu!" (em japonês: 蘇れ写輪眼! 必殺・火遁龍火の術!)                                               | 23 de Abril de 2003    | 2007                |
| Sasuke se arrepende de ter fugido da batalha depois de ver Naruto lutando ferozmente. O Uchiha usa o Sharingan em sua potência máxima e consegue acuar seu inimigo. O misterioso ninja se apresenta como Orochimaru e depois de confessar que deseja ter Sasuke, no entanto sem explicar para que fim, some deixando um selo amaldiçoado no pescoço do garoto. | |                        |                     |
| 31 | "A Promessa do Sobrancelhudo: Amor Eterno e Proteção!!" Transliteração: "Gekimayu Puratonikku! Boku wa Shinu Made Anata wo Mamoru!!" (em japonês: 激まゆプラトニック! 僕は死ぬまでアナタを守る!!)                 | 30 de Abril de 2003    | 2007                |
| Naruto e Sasuke estão inconscientes, e Sakura é a única que pode protegê-los. Mas ela sempre foi protegida, e agora, assustada pelo fato de que os dois dependem dela, deve lutar. Mas no fim a garota não está verdadeiramente sozinha, porque Lee, o sobrancelhudo, pretende manter a promessa de protegê-la a todo custo. | |                        |                     |
| 32 | "Sakura Floresce!" Transliteração: "Sakura Saku! Ketsui no Ushiro Sugata" (em japonês: サクラ咲く! 決意の後ろ姿)                                                                                                  | 7 de Maio de 2003      | 2007                |
| Em seu desespero para proteger os amigos, Sakura se lembra de sua infância, e de como ela havia se fechado para o mundo até conhecer a amiga Yamanaka Ino. Recorda também quando começou a gostar de Sasuke, e todos os motivos que a haviam movido até aquele momento. Finalmente, ela toma a decisão de mudar. Sakura não quer mais ser a garota indefesa que sempre precisa ser protegida. | |                        |                     |
| 33 | "Formação de Batalha: Ino-Shika-Cho!" Transliteração: "Muteki no Fōmēshon! Ino-Shika-Chō!!" (em japonês: 無敵のフォーメーション! いのシカチョウ!!)                                                                | 14 de Maio de 2003     | 2007                |
| Sakura chegou ao seu limite, e está prestes a ser derrotada. É aí que Ino resolve agir e ajudar aquela que há pouco tempo era sua melhor amiga. Ela e sua equipe, Nara Shikamaru e Akimichi Choji, farão o que puderem para parar o trio da Vila Oculta do Som. | |                        |                     |
| 34 | "Akamaru Treme: A Força Cruel de Gaara" Transliteração: "Akamaru Bikkuri! Gaara, Kyōi no Jitsuryoku" (em japonês: 赤丸ビックリ! 我愛羅、驚異の実力)                                                               | 21 de Maio de 2003     | 2007                |
| Os ninjas do Som vão embora após verem a demonstração da força de Sasuke. Enquanto isso o time de Inuzuka Kiba chega à torre e os três se lembram do que viram no caminho. Abre-se um flashback que mostra o cãozinho Akamaru tremendo de medo ante a frieza de Gaara ao matar três integrantes da Vila Oculta da Chuva. | |                        |                     |
| 35 | "O Segredo do Pergaminho: Não é Permitido Olhar" Transliteração: "Nozoki mi Genkin! Makimono no Himitsu" (em japonês: のぞき見厳禁! 巻き物の秘密)                                                                 | 28 de Maio de 2003     | 2007                |
| O time de Naruto descansa para se recuperar da batalha, mas quatro dias já se passaram e eles precisam correr se quiserem passar no exame. Sabendo disso, Naruto propõe que eles usem o pergaminho que já tem para fazerem uma cópia. Os três tentam abri-lo e a cena corta para outro time da Folha que também está abrindo seu pergaminho. | |                        |                     |
| 36 | "Clone Contra Clone: Os Meus São Melhores do que os Seus!" Transliteração: "Bunshin Taiketsu! Ore ga Shuyaku Dattebayo!" (em japonês: 分身対決! オレが主役だってばよ!)                                            | 4 de Junho de 2003     | 2007                |
| A fim de pegar os inimigos, Naruto disfarça vários de seus Kage Bunshins, como seus colegas de equipe e luta com os clones inimigos a noite toda. Quando o time do Som acredita que toda a equipe estava exausta do combate, Kabuto, Sakura e Sasukee aparecem. Após uma breve luta, Naruto derruba os inimigos e toma seus pergaminhos, eles partem para a torre e se reúnem com a equipe de Kabuto. Sem Naruto e seus amigos saberem, Kabuto envia todos os dados que reuniu sobre eles para Orochimaru, revelando ser um subordinado dele.                                                | |                        |                     |
| 37 | "Sobrevivendo ao Corte: Os Nove Novatos Juntos Outra Vez!" Transliteração: "Daini Shiken Toppa! Seizoroi Rūkī Nain!" (em japonês: 第二試験突破! 勢ぞろいルーキーナイン!)                                          | 11 de Junho de 2003    | 2007                |
| Sasuke, Sakura e Naruto chegam à torre e abrem os pergaminhos. Iruka aparece de repente e notifica seus alunos de que eles estão na terceira fase do Exame Chunin. Enquanto isso Mitarashi Anko avisa ao Hokage sobre a aparição de Orochimaru. Mesmo sabendo do seu alvo, o Terceiro Hokage decide continuar com o exame. | |                        |                     |
| 38 | "Estreitando o Campo, Morte Súbita, Eliminação!" Transliteração: "Gōkakusha Nibun no Ichi!? Ikinari Shiai Dattebayo!!" (em japonês: 合格者二分の一!? イキナリ試合だってばよ!!)                                    | 18 de Junho de 2003    | 2007                |
| Hayate revela que um número atípico de Genins passou para a segunda fase do exame. Antes que prossigam para a última etapa, uma série de lutas corpo a corpo será realizada em duplas, e somente o vencedor de cada partida irá para a próxima parte do exame. Kabuto desiste imediatamente, colocando a culpa de sua retirada num ferimento. A luta que inicia é a de Uchiha Sasuke contra Akado Yoroi. | |                        |                     |
| 39 | "O Ciúme do Sobrancelhudo: A Rajada de Leões se Solta!" Transliteração: "Gejimayu Jerashī! "Shishi Rendan" Tanjō!" (em japonês: ゲジまゆジェラシー! 「獅子連弾」誕生!)                                            | 2 de Julho de 2003     | 2007                |
| Sasuke está numa situação complicada. O selo amaldiçoado o paralisa e provoca dores muito fortes a qualquer tentativa de usar chakra. Com isso, a técnica de absorção de Yoroi complica a vida do jovem Uchiha. Sasuke vence utilizando sua nova técnica, o Shishi Rendan e demonstra um bom controle sobre o selo no processo. Kakashi o leva para uma área isolada para bloquear a expansão do selo, e é confrontado por Orochimaru ao terminar. Na área de combates, Aburame Shino e Abumi Zaku começam a próxima luta.                                                                   | |                        |                     |
| 40 | "Kakashi e Orochimaru Cara a Cara" Transliteração: "Isshoku Sokuhatsu!! Kakashi VS Orochimaru" (em japonês: 一触即発!! カカシVS大蛇丸)                                                                            | 9 de Julho de 2003     | 2007                |
| Kakashi ameaça matar Orochimaru. O ninja das cobras simplesmente desconsidera a declaração e decide ir embora. Kakashi admite, aliviado, que não conseguiria derrotá-lo sozinho. Enquanto isso, Shino e Zaku continuam lutando e o ninja dho Som revela que pode usar ambos os braços novamente. Shino vence a partida ao usar, engenhosamente, sua técnica dos insetos. Kankurou e Misumi são os próximos a lutar. | |                        |                     |
| 41 | "Explosão Kunoichi, As Rivais se Enfrentam!" Transliteração: "Raibaru Gekitotsu! Otome Gokoro wa Honki Mōdo" (em japonês: ライバル激突! オトメ心は本気モード)                                                     | 16 de Julho de 2003    | 2007                |
| Kankurou vence Misumi facilmente. Para isso o ninja da areia leva seu oponente a atacar Karasu, uma de suas marionetes, para então quebrar-lhe o pescoço. Misume só se salva da morte certeira devido a sua habilidade de contorcionismo. A quarta luta é entre Sakura e Ino, que, depois de trocarem insultos, decidem levar a luta a sério. | |                        |                     |
| 42 | "A Batalha Final: Cha!" Transliteração: "Besuto Batoru wa Shānnarō!!" (em japonês: ベストバトルはしゃーんなろー!!)                                                                                                | 23 de Julho de 2003    | 2007                |
| A luta das duas amigas é longa. Com ambas quase sem chakra, Ino tenta uma manobra desesperada e usa sua técnica, o Shintenshin no Jutsu. Ela consegue, e ao se preparar para fazer com que a rival desista, Naruto encoraja Sakura a não se entregar, o que acorda a "Sakura interna" forçando Ino a dissipar o jutsu. Como o chakra de ambas estava esgotado, elas se nocauteiam, e nenhuma das duas passa para a próxima fase. | |                        |                     |
| 43 | "A Kunoichi Assassina e o Tremulo Shikamaru" Transliteração: "Shikamaru Tajitaji!? Kunoichi-tachi no Atsuki Tatakai" (em japonês: シカマルタジタジ!? くの一達の熱き戦い)                                          | 30 de Julho de 2003    | 2007                |
| A próxima luta é entre Temari e Tenten. A técnica da ninja da Folha não é páreo para os ataques baseados no vento da ninja da Areia, e Tenten perde. Shikamaru e Kin são os próximos a se confrontar. Embora Kin pareça estar com toda a vantagem e estar pertíssimo da vitória, Shikamaru vence ao usar sua técnica Kagemane no Jutsu para forçá-la a bater a cabeça na parede. A próxima luta é a de Naruto contra Kiba. | |                        |                     |
| 44 | "Akamaru se Revela: Quem é o Melhor Cachorro?" Transliteração: "Akamaru Sansen!! Makeinu wa Dotchida?" (em japonês: 赤丸参戦!! 負け犬はどっちだ?)                                                                 | 6 de Agosto de 2003    | 2007                |
| Naruto começa em desvantagem, pois Kiba luta com a ajuda de seu cachorro, Akamaru. Contrariando as expectativas, Naruto ganha a vantagem ao usar a autoconfiança exacerbada de Kiba contra ele mesmo. Mas, ao se acalmar, Kiba reganha o controle da luta. Ele e Akamaru tomam cada um uma pílula que restaura e duplica a força de ambos. Os dois usam uma combinação de técnicas para derrotar o garoto-raposa, que embora perdendo, não desiste. | |                        |                     |
| 45 | "Ataque Surpresa: A Arma Secreta de Naruto!" Transliteração: "Hinata Sekimen! Kankyaku Anguri, Naruto no Oku no Te" (em japonês: ヒナタ赤面! 観客あんぐり、ナルトの奥の手)                                        | 13 de Agosto de 2003   | 2007                |
| Usando a cortina de fumaça de Kiba para se encobrir, Naruto se disfarça como um terceiro Kiba e o engana, levando-o a derrubar Akamaru com a técnica de transformação. Naruto têm problemas e não consegue usar sua nova técnica. A fúria de Kiba só termina quando Naruto acidentalmente solta um pum na sua cara, o que o deixa atordoado, devido ao faro aguçado. Naruto termina a luta com o Combo Naruto Uzumaki, uma técnica baseada nos movimentos de Sasuke. | |                        |                     |
| 46 | "Batalha Byakugan: Hinata Ganha Coragem!" Transliteração: "Byakugan Kaigen!! Uchiki na Hinata no Daitan Ketsui!" (em japonês: 白眼開眼!! 内気なヒナタの大胆決意!)                                                 | 20 de Agosto de 2003   | 2007                |
| A luta de Hinata é contra Neji, seu primo. O garoto a intimida e ela parece pronta a entregar a luta. Cansado das provocações do Hyuga, Naruto grita para Hinata ficar firme, e devolve-lhe a vontade de lutar. Os primos lutam entre si utilizando a técnica secreta da família Hyuga. Ambos parecem acertar um ao coração do outro no final do episódio. | |                        |                     |
| 47 | "Uma Derrota Digna!!" Transliteração: "Akogare no Hito no Me no Maede!!" (em japonês: 憧れの人の目の前で!!) | 27 de Agosto de 2003   | 2007                |
| Puxando as mangas de Hinata, Neji lhe mostra que durante a luta ele acertou vários pontos em seu braço. Com os tenketsu, glândulas especiais que produzem e mantêm o fluxo de chakra, atingidos, o chakra nas mãos de Hinata estava totalmente cortado, fazendo com que seu golpe contra o coração de Neji não tivesse qualquer efeito. Ele continua em suas investidas, mas ela continua de pé, inspirada por Naruto. Irritado, Neji tenta o golpe final, mas os Jonins observando a luta o param. Em seguida, Hinata cai com uma parada cardíaca e Naruto diz que irá vingá-la.            | |                        |                     |
| 48 | "Gaara Contra Rock Lee: O Poder da Juventude Explode!" Transliteração: "Gaara Funsai!! Wakasada! Pawāda! Bakuhatsuda!" (em japonês: 我愛羅粉砕!! 若さだ! パワーだ! 爆発だ!)                                       | 3 de Setembro de 2003  | 2007                |
| Depois de esperar bastante, finalmente Lee é chamado para lutar. Seu adversário é o ninja Gaara. A princípio, o taijutsu do ninja da folha parece inefetivo contra o ninja ruivo, devido a proteção trazida pelo escudo de areia. Então, Lee revela ter algumas cartas na manga, e retira os pesos que usava nas pernas para treinar. Isso permite que o garoto se movimente mais rápido e a luta fica equilibrada. | |                        |                     |
| 49 | "A Força Oculta de Lee: Um Jutsu Secreto Proibido!" Transliteração: "Nekketsu Ochikobore! Tsuini Sakuretsu, Kindan no Ōgi!" (em japonês: 熱血落ちこぼれ! 遂に炸裂、禁断の奥義!)                                   | 10 de Setembro de 2003 | 2007                |
| Infelizmente o alvo de Lee era somente uma concha vazia: um clone feito de areia. Gaara reaparece e luta com Lee, a princípio fraco por ter usado muita energia, e que logo se recupera ao abrir o segundo portão. Então, surpreendentemente, o rapaz abre os terceiro e quarto portões, deixando Gaara, pela primeira vez na vida, assustado. | |                        |                     |
| 50 | "O Quinto Portão: Um Ninja Esplêndido Nasce!!" Transliteração: "Aa Rokku Rī! Kore ga Otoko no Ikizamayo!!" (em japonês: 嗚呼ロック・リー! これが男の生き様よ!!)                                                   | 17 de Setembro de 2003 | 2007                |
| A velocidade de Lee prova ser demais para Gaara, e a areia que antes formava um escudo facilmente para proteger o rapaz, parece não acompanhar a velocidade do ninja da Folha. Lee abre o quinto portão e usa seu mais poderoso golpe. Gaara sobrevive ao ataque ao amortecer a queda com sua areia, e dá seu último golpe usando-a para esmagar o braço e a perna esquerda de Lee. Might Guy pula para interromper a batalha ao perceber que seu pupilo está inconsciente e que seu adversário pretende matá-lo. Lee é levado para o hospital e a próxima luta, Choji contra Dosu, começa.  | |                        |                     |
| 51 | "Uma Sombra na Escuridão: O Perigo se Aproxima de Sasuke!" Transliteração: "Yami ni Ugomeku Kage - Sasuke ni Semaru Kiki!" (em japonês: 闇にうごめく影 サスケに迫る危機!)                                         | 24 de Setembro de 2003 | 2007                |
| Começa a luta de Kinuta Dosu e Akimichi Choji, que perde a luta rapidamente. Orochimaru e Kabuto conversam. O Terceiro Hokage explica aos vencedores das partidas preliminares acerca das finais. Kabuto vai até Sasuke com intenção de matá-lo no hospital, porém é impedido por Kakashi e foge. É sorteada a ordem das lutas do torneio final do Exame Chunin. Naruto vai ao hospital procurar por Sasuke, Kakashi o encontra e ele pede que Kakashi o treine, porém Kakashi recusa pois treinará Sasuke e apresenta Naruto a Ebisu a quem pediu que acompanhasse o treinamento de Naruto. | |                        |                     |
| 52 | "Ebisu Volta: O Treinamento Mais Duro de Naruto!" Transliteração: "Ebisu Futatabi! Harenchi wa Watashi ga Yurushimasenzo!" (em japonês: エビス再び! ハレンチは私が許しませんぞ!)                                  | 1 de Outubro de 2003   | 29 de Março de 2007 |
| Naruto aceita, relutantemente, ser treinado por Ebisu, e ele ensina ao garoto como andar sobre a água. Enquanto Naruto pratica, Ebisu flagra um velho espionando a casa de banhos feminina. Ultrajado, o professor elite ninja resolve dar uma lição no velho pervertido, e para a surpresa de ambos, Ebisu e Naruto, o velhote o derruba com apenas um golpe. Naruto fica sem um tutor, mas conhece um dos ninjas mais poderosos da Folha; Jiraiya. | |                        |                     |
| 53 | "Após Muito Tempo: Jiraiya Retorna!" Transliteração: "Aiyashibaraku! Ero-sennin Tōjō!" (em japonês: あいやしばらく! エロ仙人登場!)                                                                                | 8 de Outubro de 2003   | 23 de Março de 2009 |
| Estando agora sem tutor, Naruto conhece Jiraiya e então começa a fazer de tudo para convencer o sábio a treiná-lo, e acaba aceitando a proposta. Observando Naruto treinar, Jiraiya rapidamente percebe que ele é o hospedeiro da Kyubi. Jiraiya desfaz o selo que Orochimaru tinha colocado em Naruto na floresta, e Naruto volta a se desenvolver bem nos treinamentos. Depois Jiraiya começa a explicar à Naruto os tipos de chakra. | |                        |                     |

| Topo da Página |
| -------------- |

## Terceira temporada
| N.º | Título no Brasil Título original | Exibição original       | Exibição no Brasil |
| --- | --- | ----------------------- | ------------------ |
| 54 | "Jutsu de Invocação: A Sabedoria do Sábio Sapo!!" Transliteração: "Ero-sennin Jikiden - Kuchiyose no Jutsu Dattebayo!!" (em japonês: エロ仙人直伝 口寄せの術だってばよ!!)                                            | 15 de Outubro de 2003   | 2009               |
| Dosu tenta assassinar Gaara para poder atrapalhar o planos de Orochimaru matando Sasuke nas finais. Mas Gaara se livra de Dosu com facilidade, enquanto Kabuto oberva de longe junto com um jounin da Areia, juntos eles planejam a invasão da Folha pela Areia e Som. Naruto continua treinando com Jiraiya, que agora o ensina à invocar sapos, mas tudo que Naruto consegue é um girino. | |                         |                    |
| 55 | "Um Sentimento de Anseio, Uma Flor Cheia de Esperança" Transliteração: "Setsunai Omoi - Negai wo Kometa Ichirin" (em japonês: 切ない想い 願いを込めた一輪)                                                           | 22 de Outubro de 2003   | 2009               |
| Sakura vai visitar Sasuke no hospital, mas descobre que ele foi embora. Ela vai dar uma olhada em Lee então. Apesar dos ferimentos que o deveriam deixar de ser um ninja, Lee treina para recuperar suas forças. O treinamento é muito doloroso e ele desmaia. Os finalistas do Exame Chunin continuam treinando para suas lutas. | |                         |                    |
| 56 | "Viva ou Morra: Arrisque Tudo para Ganhar Tudo!" Transliteração: "Seika Shika!? Menkyokaiden wa Inochigake!" (em japonês: 生か死か!? 免許皆伝は命懸け!)                                                              | 29 de Outubro de 2003   | 2009               |
| Jiraiya percebe que o treinamento de Naruto está levando muito tempo e decide ser mais drástico. Sabendo que Naruto só consegue usar o chakra da Kyubi em situações extremas, Jiraiya joga Naruto de um abismo, Naruto conversa com a Kyubi em seu subconsciente pela primeira vez. A Kyubi é muito hostil com Naruto, mas lhe dá um poquinho de seu chakra, com esse pouco chakra extra, Naruto invoca um sapo gigante e consegue se salvar da queda fatal. | |                         |                    |
| 57 | "Ele Voa! Ele Salta! Ele Espreita! O Sapo Chefe Aparece!!" Transliteração: "Tonda! Haneta! Mogutta! Gama Oyabun Tōjō!!" (em japonês: 飛んだ! 跳ねた! 潜った! ガマ親分登場!!)                                         | 5 de Novembro de 2003   | 2009               |
| O sapo gigante é o orgulhoso Gamabunta, e ele fica enfurecido de ter sido invocado num abismo e que um moleque está sentado em sua cabeça. Naruto diz que foi ele que invocou Gambunta, mas o sapo não acredita. Naruto fica em cima do sapo até o pôr-do-sol, enquanto Gamabunta tenta se livrar dele, no final da tarde, Naruto desmaia, mas havia ganho o respeito de Gambunta, que o leva pro hospital para descansar. | |                         |                    |
| 58 | "Hospital Sitiado: A Mão do Mal Revelada!" Transliteração: "Shinobi Yoru Ma no Te! Nerawareta Byōshitsu" (em japonês: しのび寄る魔の手! 狙われた病室)                                                                | 12 de Novembro de 2003  | 2009               |
| Shikamaru visita Naruto no hospital e quando Naruto acorda fica histérico por ter perdido três dias de treinamento dormindo, mas fica feliz por Shikamaru ter levado a ele as frutas que Choji não poderia comer segundo o médico. Choji estava hospitalizado por comer churrasco demais, e é visitado por Ino. Shikamaru e Naruto flagram Gaara no quarto de Lee no hospital, tentando matá-lo, eles conversam, Gaara conta a sua história. Quando o Kage Mane no Jutsu de Shikamaru falha e Gaara vai matá-los Gai aparece encerrando a luta que não houve.                     | |                         |                    |
| 59 | "As Rodadas Finais: A Corrida Para a Arena de Batalha!" Transliteração: "Mō Retsu Mō Tsui Mō Dasshu - Hansen Kaishi Dattebayo" (em japonês: モー烈 モー追 モーダッシュ 本選開始だってばよ)                           | 19 de Novembro de 2003  | 2009               |
| No caminho para a arena das finais, Naruto encontra com Hinata, que o elogia e o deixa confiante para a competição. Ainda no caminho, ele encontra Konohamaru que promete vários atalhos para chegar à arena, mas acabam fazendo o Naruto chegar atrasado. | |                         |                    |
| 60 | "Byakugan Contra Jutsu Clones da Sombra!!" Transliteração: "Byakugan VS Kage Bunshin! Ore wa Zettē Katsu!!" (em japonês: 白眼VS影分身! オレはゼってー勝つ!!)                                                         | 26 de Novembro de 2003  | 2009               |
| Naruto começa sua lutra contra Neji, que Naruto prometeu derrotar um mês antes nas preliminares. O taijutsu de Naruto se prova ineficaz contra Neji, então ele cria um grande número de clones, que Neji vai derrotando todos e Naruto criando mais. | |                         |                    |
| 61 | "A Derradeira Defesa: No Ponto Zero!" Transliteração: "Shikaku Zero! Mō Hitotsu no Zettai Bōgyo" (em japonês: 死角ゼロ! もうひとつの絶対防御)                                                                        | 3 de Dezembro de 2003   | 2009               |
| Naruto cria mais Kage Bunshins e dessa vez alcançar Neji. Antes que consiga um golpe certeiro, Neji usa uma poderosa técnica defensiva, e continua a bloquear as investidas de Naruto. Mesmo sem poder lutar, Naruto se recusa a desistir e repreende Neji pelo modo que ele tratou Hinata. Neji então revela a história do Clã Hyuga e como a morte de seu pai foi arquitetada para proteger o Clã. Ele insiste que deve quebrar a corrente do destino do Clã Hyuga. | |                         |                    |
| 62 | "O Verdadeiro Poder do Fracassado!" Transliteração: "Ochikobore no Sokojikara!" (em japonês: 落ちこぼれの底力!) | 10 de Dezembro de 2003  | 2009               |
| Determinado a provar que Neji está errato, Naruto imerge no chakra da Kyubi, surpreendendo os ninja mais experientes em como ele consegue usar o chakra da Biju. Com um embate explosivo, Naruto consegue derrotar Neji. Naruto diz que Neji deveria parar de por tanta fé no destino e é declarado vencedor. | |                         |                    |
| 63 | "Bata ou Desista: As Rodadas Finais Ficam Complicadas!" Transliteração: "Shikkaku!? Kiten! Maedaoshi! Haranbukumi no Daihonsen!" (em japonês: 失格!? キケン! 前倒し! 波乱含みの大本戦!)                              | 17 de Dezembro de 2003  | 2009               |
| Quando Neji é levado para o hospital, o pai de Hinata, seu tio, se aproxima para explicar a verdade sobre a morte de seu pai. Na verdade, o pai de Neji se sacrificou para salvar o pai de Hinata, por causa de uma desavença com o País do Trovão, e manter a imagem do Clã. Neji não acredita de início, mas depois percebe que faz sentido a atitude nobre de seu pai e se desculpa. No torneio, a luta entre Sasuke e Gaara é adiada pela ausência de Sasuke, e começa a luta entre Shino e Kankurou. Kankurou perde rapidamente e começa a próxima luta: Shikamaru e Temari. | |                         |                    |
| 64 | "Motivação Zero: O Cara com Inveja da Nuvem!" Transliteração: "Kumo wa ī nā... Yaru ki Zero no Otoko" (em japonês: 雲はいいなあ… やる気ゼロの男)                                                                     | 24 de Dezembro de 2003  | 2009               |
| Sem muita vontade, Shikamaru luta contra Temari porque não quer perder para uma garota. Shikamaru estuda o ambiente para poder bolar um plano, mas Temari sabe como as habilidades de Shikamaru funcionam. Shikamaru aposta apenas na estratégia para vencer, mas é revelado que Temari também é uma boa estrategista. Shikamaru consegue ter uma estratégia melhor e captura Temari, mas depois um tempo, ele desiste pois não teria chakra para continuar lutando. | |                         |                    |
| 65 | "Folha Dançante, Areia Contorcida" Transliteração: "Gekitotsu! Konoha Mai Suna Ugomeku Toki" (em japonês: 激突! 木ノ葉舞い砂うごめく瞬間)                                                                            | 31 de Dezembro de 2003  | 2009               |
| Com a luta entre Sasuke e Gaara precisando começar, o Terceiro Hokage impõe um limete de tempo para que Sasuke chegue. Logo Sasuke chega ao torneio junto com Kakashi. Gaara mata dois ninjas que tentavam atrasá-lo no seu caminho para a arena. | |                         |                    |
| 66 | "O Jutsu do Sobrancelhudo: Estilo Sasuke!" Transliteração: "Arashi wo Yobu Otoko!! Sasuke no Gejimayu-ryū Taijutsu!" (em japonês: 嵐を呼ぶ男!! サスケのゲジマユ流体術!)                                              | 14 de Janeiro de 2004   | 2009               |
| A grande velocidade e habilidades de taijutsu de Sasuke o permitem ultrapassar a defesa de areia de Gaara, como Lee conseguiu antes. Decidido a matar Sasuke, Gaara se fecha numa esfera de areia e começa a se transformar. | |                         |                    |
| 67 | "Atrasado para o Show, mas Pronto para Lutar! A Derradeira Técnica Nasce!" Transliteração: "Date ni Okureta Wake Janai! Kyūkyoku Ōgi - Chidori Tanjō!!" (em japonês: だてに遅れたわけじゃない! 究極奥義・千鳥誕生!!) | 14 de Janeiro de 2004   | 2009               |
| Para quebrar a defesa de Gaara, Sasuke usa seu novo justu, Chidori, tentando perfurar a barreira de areia. Isso faz Gaara para sua transformação quando entra em pânico ao ver que está sangrando. Nesse momento, Kabuto usa um genjutsu para fazer a plateia dormir, sinalizando que começou a invasão da Folha. | |                         |                    |
| 68 | "Hora Zero! A Destruição da Aldeia da Folha Começa!" Transliteração: ""Konoha Kuzushi" Shidō!" (em japonês: 「木ノ葉崩し」始動!)                                                                                     | 28 de Janeiro de 2004   | 2009               |
| Orochimaru invande a Vila Oculta da Folha e captura o Terceiro Hokage enquanto Sasuke vai atrás de Gaara. | |                         |                    |
| 69 | "Aldeia em Angústia: Uma Nova Missão Nível A!" Transliteração: "Matte Mashita! Ē Ranku Ninmu Dattebayo!" (em japonês: 待ってました! Aランク任務だってばよ!!)                                                         | 4 de Fevereiro de 2004  | 2009               |
| Começo da luta do Terceiro Hokage contra Orochimaru. | |                         |                    |
| 70 | "O Ocioso é Posto em Ação: Chega de Preguiça!" Transliteração: "Nigegoshi Nanbaa Wan - Mendokusē ga Yarukkyanee!!" (em japonês: 逃げ腰NO.1 めんどくせーがやろっきゃねえ!!)                                           | 11 de Fevereiro de 2004 | 2009               |
| Sakura, Naruto, Shikamaru e Pakkun seguem Sasuke com ordens para pará-lo, ninjas do som os perseguem e Shikamaru fica para trás a fim de armar uma falsa emboscada. Shikamaru é salvo por Asuma quando ficou sem poderes. | |                         |                    |
| 71 | "Uma Luta Incomparável: Hokage contra Hokage!" Transliteração: "Kokon Musō! "Hokage" Toiu Reberu no Tatakai" (em japonês: 古今無双! 「火影」というレベルの戦い)                                                      | 18 de Fevereiro de 2004 | 2009               |
| A luta de Orochimaru e o Terceiro Hokage continua, Orochimaru invoca o Segundo e o Primeiro, falhando em invocar o Quarto com o Edo Tensei; Orochimaru revela ter usado um kinjutsu para transplantar sua alma de corpo e permanecer jovem e em tese, imortal. Sasuke alcança Gaara, Kankurou e Temari. | |                         |                    |
| 72 | "Um Erro do Passado: O Rosto Revelado!" Transliteração: "Hokage no Ayamachi - Kamen ni Shita no Sugao" (em japonês: 火影の過ち 仮面の下の素顔)                                                                       | 25 de Fevereiro de 2004 | 2009               |
| Sasuke vence Temari e prossegue a perseguição a Kankurou e Gaara. O Terceiro continua lutando com Orochimaru e prepara-se para usar o Shiki Fujin, mesmo preso em um genjutsu do Segundo. | |                         |                    |
| 73 | "Técnica Secreta Proibida: Selo Ceifeiro da Morte!" Transliteração: "Kinjutsu Ōgi! "Shiki Fūjin"" (em japonês: 禁術奥義! 「屍鬼封印」)                                                                               | 3 de Março de 2004      | 2009               |
| O Terceiro consegue selar as almas do Primeiro e o Segundo e começa a puxar a alma de Orochimaru, mesmo tendo sido acertado pela Kusanagi. Sasuke alcança Kankurou e Gaara, Temari leva Gaara e Kankurou fica para lutar, mas Shino aparece para lutar com ele e Sasuke segue caminho. Jiraiya esmaga uma das três cobras que estão atacando o leste da Folha com um sapo gigante e conversa com Ibiki. | |                         |                    |
| 74 | "Uma Verdade Surpreendente! A Identidade do Gaara Aparece!" Transliteração: "Kyōkaku! Gaara no Shōtai" (em japonês: 驚愕! 我愛羅の正体)                                                                              | 10 de Março de 2004     | 2009               |
| Pakkun percebe que há uma luta por acontecer e escolhe um caminho mais longo para seguirem Sasuke evitando zonas de combate. Shino vence Kankurou, mas não pode prosseguir por estar envenenado. A Folha está sendo destruída e Konohamaru e sua turma de academia estão fazendo a evacuação da escola, uma rachadura surge no rosto do Terceiro esculpido na rocha. | |                         |                    |
| 75 | "A Decisão de Sasuke: Pressionado ao Extremo!" Transliteração: "Genkai wo Koete... Sasuke no Ketsudan!!" (em japonês: 限界を越えて… サスケの決断!!)                                                                  | 17 de Março de 2004     | 2009               |
| Gaara está com o braço direito do shukaku liberado. Sasuke e Gaara lutam, e Sasuke se lembra do que Gaara disse quando o encontrou com Kakashi durante seu treinamento. Sasuke força o chidori pela terceira vez e é afetado pelo Selo Amaldiçoado. Naruto entra com uma voadeira salvando Sasuke de um ataque de Gaara. | |                         |                    |
| 76 | "O Assassino da Noite Enluarada" Transliteração: "Tsukiyo no Ansatsusha" (em japonês: 月夜の暗殺者) | 24 de Março de 2004     | 2009               |
| Naruto decide que devem fugir de Gaara, e Sakura é pêga por um braço de areia do Shukaku; Gaara se lembra de fatos da sua infância com seu tio Yashamaru. Kakashi e Guy continuam lutando com os invasores. Naruto ataca Gaara. | |                         |                    |
| 77 | "Luz contra Escuridão: As Duas Faces de Gaara" Transliteração: "Hikari to Yami - Gaara to Iu Na" (em japonês: 光と闇 我愛羅という名)                                                                                 | 31 de Março de 2004     | 2009               |
| Naruto se lembra do seu passado. O Terceiro continua puxando a alma de Orochimaru, com dificuldades. | |                         |                    |

| Topo da Página |
| -------------- |

## Quarta temporada
| N.º | Título no Brasil Título original | Exibição original      | Exibição no Brasil |
| --- | --- | ---------------------- | ------------------ |
| 78 | "O Manual do Ninja Naruto!" Transliteração: "Bakuhatsu! Korezo Naruto Ninpōchō!!" (em japonês: 爆発! これぞナルト忍法帖〜〜っ!!)                                                                                       | 7 de Abril de 2004     | 2009               |
| A luta de Naruto continua contra Gaara. Gaara emergiu a Possessão Perfeita (Monstro Shukaku, espírito da areia). Naruto invoca Sapo Chefe para combater o Monstro e os dois fazem uma Transformação Combinada, invocando a Raposa de Nove Caudas | |                        |                    |
| 79 | "Além do Limite da Escuridão e Luz!" Transliteração: "Rimitto Bucchigiri! ~Hikari to Yami~" (em japonês: リミットぶっちぎり! 〜光と闇〜)                                                                               | 14 de Abril de 2004    | 2009               |
| A batalha entre Naruto e Gaara persiste. Kakashi, Guy e todos outros continuam lutando com os invasores. Pai de Shino injeta seus parasitas para acabar com o efeito do veneno nele. Naruto e Gaara consumiram todo seus chacras. Terceiro Hokage consegue o selamento e os braços de Orochimaru ficam inúteis para sempre. Com o selamento, Terceiro Hokage morre. | |                        |                    |
| 80 | "O Terceiro Hokage, para sempre…!!" Transliteração: "Sandaime yo, Towa ni……!!" (em japonês: 三代目よ、永久に……!!) | 21 de Abril de 2004    | 2009               |
| Kabuto e Invasores fogem levando Orochimaru. Sem forças, Sakura é solta pelo braço de areia do Shukaku. Naruto e Gaara relembram pontos de como ficaram tão fortes. Kankurou e Temari resgatam Gaara e ele repensa sobre sua derrota. No enterro do Terceiro, ocorrem muitas lembranças motivacionais. | |                        |                    |
| 81 | "O Retorno da Névoa Matutina" Transliteração: "Asagiri no Kikyō" (em japonês: 朝霧の帰郷) | 28 de Abril de 2004    | 2009               |
| Em uma reunião de emergência, Jiraya é escolhido o Quinto Hokage, mas ele não quer e indica Tsunade. Itachi Uchiha chega na Aldeida da Folha, com um amigo criminoso, Kisame Hoshigaki e ambos são barrados por Asuma e Kurenai, começando uma luta entre os quatro. Kakashi chega para intervir. | |                        |                    |
| 82 | "Olho no Olho: Sharingan Contra Sharingan!" Transliteração: "Sharingan VS Sharingan!!" (em japonês: 写輪眼VS写輪眼!!)                                                                                                  | 5 de Maio de 2004      | 2009               |
| Naruto vai viajar com Jiraya para fora da Aldeia. Itachi Uchiha quer algo que está na Aldeia. A luta entre Kakashi e Itachi continua o sensei fica muito fraco. Itachi quer o Legado do Quarto Hokage. Kakashi relembra sua conserva com Jiraya para cuidar de Naruto, pois querem as habilidades da Raposa. Guy chega para ajudar pois ele foi treinado e entende do Sharigan de Itachi. Itachi decide ir embora para não lutar.                                                                                         | |                        |                    |
| 83 | "Jiraiya: O Potencial Desastre do Naruto!" Transliteração: "Ō, Nō~! Jiraiya no Jonan, Naruto no Sainan" (em japonês: おお、のォ〜っ! 自来也の女難、ナルトの災難)                                                       | 12 de Maio de 2004     | 2009               |
| Sasuke fala à Sakura e relembra que foi Naruto que venceu Gaara. Itachi está vigiando todos os passos de Naruto com Giraya. Giraya lembra o passado, quando criança, era parecido com Naruto, desajeitado, relembrou de seu sensei (Terceiro Hokage) fazendo a prova dos guizos com seus colegas de equipe Orochimaru e Tsunade. Sasuke fica transtornado ao descobrir que Itachi está de volta e atrás de Naruto. Então ele sai para procurá-lo, mas Itachi acha Naruto sozinho e primeiro.                              | |                        |                    |
| 84 | "Ruja, Chidori! Irmão Contra Irmão!" Transliteração: "Unare Chidori - Hoero Sasuke!" (em japonês: 唸れ千鳥 吠えろサスケ!)                                                                                              | 19 de Maio de 2004     | 2009               |
| Sasuke relembra de seu passado sombrio com seu irmão e a eliminação do seu clã inteiro. Itachi convida Naruto para sair e Sasuke chega na hora e finalmente encontra seu irmão. Naruto tenta ajudar a combater, mas Kisame tem um escudo contra chacras. Jiraya aparece para salvá-los. | |                        |                    |
| 85 | "Ódio entre os Uchihas: O Último do Clã!" Transliteração: "Orokanaru Otōto yo - Urame, Nikume!" (em japonês: 愚かなる弟よ 恨め、憎め!)                                                                                 | 26 de Maio de 2004     | 2009               |
| Naruto descobre que estão atrás dele. Sasuke com ódio entra em duelo com seu irmão, mas acaba fraco com as habilidades de Itachi Uchiha. Jiraya interveio para que Sasuke não fosse morto e Itachi vai embora | |                        |                    |
| 86 | "Um Novo Treinamento Começa! Eu Serei Forte!" Transliteração: "Shugyō Kaishi - Ore wa Zettē Tsuyokunaru!" (em japonês: 修行開始 オレはぜってー強くなる!)                                                               | 2 de Junho de 2004     | 2009               |
| Guy leva Sasuke para o hospital incosciente e braço quebrado. Giraya explica para Naruto um pouco sobre a Raposa e que os Inimigos podem querer o Poder dela. Giraya e Naruto vão atrás de Tsunade para conseguir uma poção para curar Sasuke e se metem em confusões na viagem. | |                        |                    |
| 87 | "O Treinamento Continua: Estoure o Balão D'Água!" Transliteração: "Konjō!!! Warero Mizufūsen!" (em japonês: 根性!!! 割れろ水風船!)                                                                                     | 9 de Junho de 2004     | 2009               |
| Giraya ensina mais uma técnicas para Naruto. E Naruto entende algumas coisas que antes não entendia. | |                        |                    |
| 88 | "Ponto Focal! A Marca da Folha!" Transliteração: "Konoha Māku to Hitaiate" (em japonês: 木ノ葉マークと額当て) | 16 de Junho de 2004    | 2009               |
| Orochimaru e Kabuto vão para a Vila que Naruto está treinando para achar antes a Tsunade que faz poções para alívio de dores, enquanro Giraya está a procura dela, conhecida como Sannin Lendária, viciada em jogatina. Naruto continua seu treinamento. Orochimaru encontra Tsuande | |                        |                    |
| 89 | "Uma Escolha Impossível: A Dor Dentro do Coração de Tsunade" Transliteração: "Hamon" (em japonês: 波紋) | 23 de Junho de 2004    | 2009               |
| Naruto continua aprendendo novos chacras. Orochimaru pede um acordo à Tsunade que o cure dos braços, ela nega. O acordo é trazer o irmão e namorado -mortos dela de volta com o jutsu proibido, ela repensa. | |                        |                    |
| 90 | "Imperdoável! Uma Total Falta de Respeito!" Transliteração: "Ikari Bakuhatsu! Yurusanēttebayo" (em japonês: 怒りバクハツ! 許さねーってばよ)                                                                            | 7 de Julho de 2004     | 2009               |
| Tsunade enfrenta um dilema em que fazer. Jiraya e Naruto encontram Tsunade e sua assistente Shizune e a comunicou que a Aldeia nomeou-a para a Quinto Hokage, ela recusa. Naruto fica sem entender e briga com ela o porquê recusou. | |                        |                    |
| 91 | "Herança! O Colar da Morte!" Transliteração: "Shodai Hokage no Isan - Shi wo Yobu Kubikazari" (em japonês: 初代火影の遺産 死を呼ぶ首飾り)                                                                              | 14 de Julho de 2004    | 2009               |
| Naruto e Tsunade fazem uma aposta: se ele conseguir realizar o chacra, ela dará seu colar preciso a ele. Tsunade relembra do colar que deu ao seu irmão, que era de seu avô - Primeiro Hokage, pensa como seu irmãozinho é parecido com Naruto. Lembra de seu namorado e como ficou com tanto medo de ver sangue. Ela fica confusa na decisão. | |                        |                    |
| 92 | "Uma Oferta Duvidosa! A Escolha de Tsunade!" Transliteração: "Yes ka No ka! Tsunade no Kaitō" (em japonês: YESかNOか! ツナデの回答)                                                                                    | 21 de Julho de 2004    | 2009               |
| Naruto desmaia de exaustão de tanto treinar. Giraya sai para beber com Tsunade e ela coloca na bebida uma poção para que ele não desenvolva nenhum chacra provisoriamente. Shizune tenta deter Tsunade, para não fazer a decisão incorreta, mas leva um golpe. Shizune conta tudo sobre a negociação de Tsunade e Orochimaru. Ela faz a temida decisão: Vai curar Orochimaru em troca das vidas e o pânico se alastra. Ela começa com o feitiço para a cura e Kabuto a impede, mostrando que ela está mentido.            | |                        |                    |
| 93 | "Interrupção... O Acordo Acabou!" Transliteração: "Kōshō Ketsuretsu!!" (em japonês: 交渉決裂!!) | 28 de Julho de 2004    | 2009               |
| Tsunade volta atrás no acordo através das palavras de Naruto que tocou o coração dela, lembrando de seu amado e irmão. Orochimaru leva ela para outro local para que Giraya não chegue para ajudá-la. A batalha entre ela e Kabuto começa, Kabuto se corta para mostrar seu sangue e ela entra em pânico, mas Giraya e Cia chegam e assim os Sannin Lendários se encontram. A batalha entre Orochimaru e Jiraya vai começar.                                                                                              | |                        |                    |
| 94 | "Atacar! A Fúria do Rasengan!" Transliteração: "Kurae! Ikari no Rasengan" (em japonês: くらえ! 怒りの螺旋丸) | 4 de Agosto de 2004    | 2009               |
| Kabuto invoca as Cobras Gigantes e as invocações de Naruto e Jiraya falham. Kabuto bate muito em Tsunade e Naruto, pois eles estão imóveis. Mas Naruto faz o Jutsu dos Clones para um deles realizar o Jutsu Rasengan (o Jutsu da aposta que só o Hokage e Giraya conseguiam). | |                        |                    |
| 95 | "A Quinta Hokage... Apostando a Vida" Transliteração: "Godaime Hokage - Inochi wo Kaketa Tatakai!" (em japonês: 五代目火影 命を賭けた闘い!)                                                                            | 11 de Agosto de 2004   | 2009               |
| O dano foi tão grande que Kabuto não tem mais chacra. Tsunade salva a vida de Naruto. Orochimaru tenta acabar com Naruto quando estava entre a vida e a morte, mas Tsunade ativa seu Selo Reserva - regenerando seu órgão danificado e supera o seu medo de sangue. Os Sannin Lendários fazem jutsu da invocação | |                        |                    |
| 96 | "Paralisação Completa! O Fim do Sannin!" Transliteração: "San Sukumi no Tatakai" (em japonês: 三すくみの戦い) | 11 de Agosto de 2004   | 2009               |
| Orochimaru com ajuda das mãos de Kabuto invoca senhor Manda - a Cobra Gigante, Giraya invoca Mestre-Sapo e Tsunade invoca Katsuyu - Gigante Lesma e a batalha começa. Inconsciente, Naruto é levado para um lugar seguro. Orochimaru perde para Tsunade ele vai embora e promete voltar para acabar com a Aldeia. Todos voltam para Aldeia da Folha com a nova Quinta Hokage. | |                        |                    |
| 97 | "Sequestrado! A Aventura de Naruto nas Fontes Termais" Transliteração: "Naruto no Yukemuri Chin Dōchū" (em japonês: ナルトの湯けむり珍道中)                                                                            | 18 de Agosto de 2004   | 2009               |
| Chegando nas fontes termais, aparece uma dupla da Família Akagi e pedem para Naruto ajudar a resgatar o dinheiro da dívida que Tsunade deve, caso contrário eles não podem voltar para suas famílias. Naruto finge um sequestro de si próprio para conseguir dinheiro e não consegue. Os três decidem roubar a mala achando que tem dinheiro. No fim, descobrem que Shizune se passou o tempo todo por Tsunade e que a dívida ja tinha sido saldada e eles poderiam voltar prá casa. Na mala só tinha títulos de dívidas. | |                        |                    |
| 98 | "O Aviso de Tsunade: Ninja Nunca Mais!" Transliteração: "Ninja wo Yamero! Tsunade no Tsūkoku" (em japonês: 忍者を辞めろ! ツナデの通告)                                                                                 | 25 de Agosto de 2004   | 2009               |
| Os preparativos para Cerimônia do Quinto Hokage começará. Com seu poder de curandeira, Tsunade cura Sasuke e Kakashi. As chances de curar Lee são de 50% e se falhar ele pode morrer e uma escolha deverá ser feita. | |                        |                    |
| 99 | "A Vontade de Fogo Ainda Queima" Transliteração: "Hi no Ishi wo Tsugu Mono" (em japonês: 火の意志を継ぐもの) | 1 de Setembro de 2004  | 2009               |
| Konohamaru desolado com a morte de seu avô, bloqueia a sala que Tsunade deve ficar trabalhando como Hokage, mas ela entra para pegar o Livro científico onde pode mudar a vida de Lee. E Konohamaru entende seu papel na Aldeia. | |                        |                    |
| 100 | "Sensei e o Aluno: O Laço dos Shinobi!" Transliteração: "Nekketsu Shitei no Kizuna ~Otoko ga Ninpō wo Tsuranuku Toki~" (em japonês: 熱血師弟の絆 〜男が忍道を貫くとき〜)                                               | 8 de Setembro de 2004  | 2009               |
| Tsunade consegue aumentar as chances para curar Lee. Lee e seu sensei relembram de pontos importantes para não desistir de lutar. A Cerimônia de Quinto Hokage acontece. | |                        |                    |
| 101 | "Você Precisa Ver! Você Precisa Conhecer! O Verdadeiro Rosto do Kakashi-Sensei!" Transliteração: "Mitai, Shiritai, Tashikametai - Kakashi-Sensei no Sugao" (em japonês: 見たい、知りたい、確かめたい カカシ先生の素顔) | 15 de Setembro de 2004 | 2009               |
| Naruto, Sakura e Susuke fazem altos planos para descobrir o rosto inteiro de Kakashi. Mas não descobrem nada. Alguns infiltrados querem pegar Kakashi, mas não conseguem. | |                        |                    |
| 102 | "Missão: Ajudar um Velho Amigo do País do Chá!" Transliteração: "Iza Shin Ninmu - Giri to Ninjō to Chakoku o Sukue!" (em japonês: いざ新任務 義理と人情と茶國を救え!)                                                  | 22 de Setembro de 2004 | 2009               |
| O Trio Naruto, Sakura e Sasuke vão para uma missão nível B. | |                        |                    |
| 103 | "A Corrida Começou! Problemas em Alto Mar!" Transliteração: "Naruto Gekichin!? Inbau Uzumaku Ōunabara" (em japonês: ナルト撃沈!? 陰謀うずまく大海原)                                                                   | 29 de Setembro de 2004 | 2009               |

| Topo da Página |
| -------------- |

## Quinta temporada
| N.º | Título no Brasil Título original | Exibição original       | Exibição no Brasil |
| --- | --- | ----------------------- | ------------------ |
| 104 | "Corre, Idate, Corre... A Ilha Nagi o Aguarda!" Transliteração: "Hashire Idate! Arashi wo Yubi Haran no Nagitō!!" (em japonês: 走れイダテ! 嵐を呼ぶ波乱のナギ島!!)             | 13 de Outubro de 2004   | 2 de Junho de 2009 |
| 105 | "Uma Batalha Feroz do Trovão Retumbante!" Transliteração: "Gōru Chokuzen! Raimei Todoroku Daigekitō" (em japonês: ゴール直前! 雷鳴とどろく大激闘)                              | 20 de Outubro de 2004   | 7 de Abril de 2010 |
| 106 | "O Último Arranco: O Ato Final de Desespero" Transliteração: "Todoku ka Idate! Shūnen no Rasuto Supāto!!" (em japonês: 届くかイダテ! 執念のラストスパート!!)                   | 27 de Outubro de 2004   | 2010               |
| 107 | "A Batalha Começa: Naruto contra Sasuke!" Transliteração: "Omae to Tatakaitai! Tsui ni Gekitotsu, Sasuke VS Naruto" (em japonês: オマエと戦いたい! ついに激突、サスケVSナルト) | 3 de Novembro de 2004   | 2010               |
| Sasuke fica em crise por pensar que não está evoluindo, devido à grande e rápida melhora das habilidades de Naruto começa uma luta com ele no telhado do hospital. | |                         |                    |
| 108 | "Rivais Amargos e Laços Desfeitos" Transliteração: "Mienai Kiretsu" (em japonês: 見えない亀裂)                                                                                 | 10 de Novembro de 2004  | 2010               |
| Sasuke e Naruto são impedidos de terminar a luta por Kakashi, que salva Sakura de se intrometer entre um Rasengan e um Chidori no último segundo. Kakashi dá um sermão em Sasuke. | |                         |                    |
| 109 | "Convite da Vila do Som" Transliteração: "Oto no Izanai" (em japonês: 音の誘い)                                                                                                | 17 de Novembro de 2004  | 2010               |
| O Quarteto do Som ataca Sasuke, e tenta convencê-lo a partir com eles ao encontro de Orochimaru. Ele decide aceitar e Sakura tenta impedí-lo de sair da vila à noite, porém ele a desacorda e parte. | |                         |                    |
| 110 | "Formada a Equipe de Resgate do Sasuke!" Transliteração: "Kessei! Teppeki Fōmēshon" (em japonês: 結成! 鉄壁のフォーメーション)                                                 | 24 de Novembro de 2004  | 2010               |
| Shikamaru é ordenado pela Quinta Hokage a sua primeira missão chuunin, trazer de volta Sasuke à Folha. O time que sai nessa perseguição é formado por Shikamaru, Naruto, Kiba, Chouji e Neji. Sakura pede a Naruto que traga Sasuke de volta antes do time partir. Lee está se recuperando da operação lentamente e tenta desobedecer a ordem da Hokage de não treinar no momento, sendo impedido por ela. | |                         |                    |
| 111 | "Som Contra Folha" Transliteração: "Sesshoku ~Oto Yonin Shū no Jitsuryoku~" (em japonês: 接触 〜音四人衆の実力〜)                                                              | 24 de Novembro de 2004  | 2010               |
| Sasuke é lacrado dentro de um barril em coma para conter a contaminação pelo nível 2 do selo amaldiçoado sendo levado pelo Quarteto do Som. O time de Shikamaru localiza o Quarteto do Som e percebe a luta que houve entre eles e os jounins do grupo de Shizune, porém não decidem por verificar o local de batalha, não sabendo então com quem foi o confronto dos subordinados de Orochimaru. | |                         |                    |
| 112 | "Motim na Equipe: A União se Defaz!" Transliteração: "Ikinari Nakamaware!? Shikamaru Shōtai Daipinchi" (em japonês: イキナリ仲間割れ!? シカマル小隊大ピンチ)                   | 1 de Dezembro de 2004   | 2010               |
| Shikamaru tenta negociar a própria liberdade com Jiroubou, como parte de uma estratégia para libertá-los de seu jutsu, e cria uma situação tensa dentro da redoma de terra. | |                         |                    |
| 113 | "Força Total! Chouji, arrasa!" Transliteração: "Pawā Zenkai! Moero Chōji" (em japonês: パワー全開! 燃えろチョウジ)                                                             | 8 de Dezembro de 2004   | 2010               |
| O time de Shikamaru consegue se libertar do jutsu inimigo graças a Chouji, que fica para lutar com Jiroubou enquanto o restante do grupo segue em persseguição ao grupo que se distancia com Sasuke no barril. | |                         |                    |
| 114 | "Adeus Velho Amigo...! Eu Sempre Acreditarei em Você!" Transliteração: "Saraba Tomo yo...! Soredemo Ore wa Shinjiteru" (em japonês: さらば友よ…! それでもオレは信じてる)       | 15 de Dezembro de 2004  | 2010               |
| Shikamaru e o restante do grupo começam a marcar as árvores para Chouji segui-los. Chouji toma a pílula vermelha, que multiplica sua força por mil, porém tem como efeito colateral a morte, e vence Jiroubou. Chouji vê a primeira das marcas em uma árvore antes de começar a sentir o efeito colateral da pílula vermelha. | |                         |                    |
| 115 | "Seu Oponente Sou Eu!" Transliteração: "Omae no Aite wa Kono Ore da!" (em japonês: お前の相手はこのオレだ!)                                                                    | 22 de Dezembro de 2004  | 2010               |
| O time Shikamaru, à exceção de Chouji, consegue alcançar o grupo que leva Sasuke. Kidoumaru prende todos eles com teias pegajosas e a estratégia de Shikamaru para pegá-los de surpresa falha. Neji é preso em um casulo e seis narutos ficam em uma teia, sendo acertados um a um por Kidoumaru em um "jogo", porém nenhum era o verdadeiro Naruto, que consegue uma chance para um ataque surpresa. O Jyuuken de Neji parece ser o único que consegue lidar com esse oponene, e depois de libertar os outros, Neji pede que sigam em frente e passa a lutar com Kidoumaru.                        | |                         |                    |
| 116 | "360 Graus de Visão: O Ponto Cego do Byakugan!" Transliteração: "Shikai Sanbyaku Rokujū Do - Byakugan no Shikaku" (em japonês: 視界360度 白眼の死角)                           | 5 de Janeiro de 2005    | 2010               |
| Prossegue a luta de Neji e Kidoumaru. | |                         |                    |
| 117 | "Perder Não é Uma Opção!" Transliteração: "Makerarenai Riyū" (em japonês: 負けられない理由)                                                                                    | 5 de Janeiro de 2005    | 2010               |
| Neji vence Kidoumaru, porém com muitos ferimentos não consegue seguir ao encontro do restante do grupo. | |                         |                    |
| 118 | "O Hospedeiro Chega Tarde Demais!" Transliteração: "Dakkan ~ Ma ni Awanakatta Utsuwa" (em japonês: 奪還〜間に合わなかった器)                                                   | 12 de Janeiro de 2005   | 2010               |
| Orochimaru sofre com os efeitos do selamento do Terceiro Hokage e não pode esperar pelo corpo de Sasuke, tomando outro corpo. Kabuto desperta Kimimaro que dirige-se à frente de batalha. Naruto, Shikamaru e Kiba conseguem pegar o barril com Sasuke de Tayuya e Sakon, que partem para perseguí-los. | |                         |                    |
| 119 | "Erro de Cálculo: Um Novo Inimigo Aparece!" Transliteração: "Shissaku! Aratanaru Teki" (em japonês: 失策! 新たなる敵)                                                          | 19 de Janeiro de 2005   | 2010               |
| O grupo de Shikamaru é alcançado pelos perseguidores e Kiba cai em um desfiladeiro com Sakon. Shikamaru decide que Naruto deve seguir com o barril até a Folha enquanto ele lidaria com Tayuya. Kimimaro aparece e leva o barril, Naruto o segue. Kiba inicia um ataque contra Sakon. Kimimaro pára em uma clareira e Naruto o alcança preparando-se para a batalha com o Tajuu Kage Bunshin. Shikamaru entra em combate com Tayuya. | |                         |                    |
| 120 | "Rugidos e Uivos! A Derradeira Equipe de Lutadores" Transliteração: "Unare! Hoero! Kyūkyoku no Taggu" (em japonês: 唸れ! 吼えろ! 究極のタッグ)                                 | 2 de Fevereiro de 2005  | 2010               |
| As lutas prosseguem. Kiba e Akamaru usam sua cartada final contra Ukon e Sakon, porém eles invocam o Rashoumon, que mesmo sendo uma das mais fortes defesas de Orochimaru, fica seriamente danificado. Contudo, o jutsu de Kiba e Akamaru termina, e eles não obtiveram uma vitória. Udon e Sakon se separam completamente, Akamaru é nocauteado, e Udon funde-se ao corpo de Kiba, que percebendo que todos os sistemas vitais estão unidos, fere a si mesmo e Udon, que se surpreende com a coragem para um suicídio de uma das vítimas desse seu modo de assassinato.                            | |                         |                    |
| 121 | "A Batalha de Cada Um" Transliteração: "Sorezore no Tatakai" (em japonês: それぞれの闘い)                                                                                      | 9 de Fevereiro de 2005  | 2010               |
| Udon desconecta-se do corpo de Kiba, que consegue fugir com Akamaru, porém com graves ferimentos. Udon volta para o corpo de Sakon devido aos ferimentos. Tayuya encurrala cada vez mais Shikamaru, e ele tenta compreender o padrão dos seus ataques, admitindo que o problema era que ele não entendia nada de arte. Kimimaro continua defendendo-se tranquilamente dos bunshins de Naruto, que começa a entender a sua kekkei genkai e o fato de que ele usa os ossos do próprio corpo como arma.                                                                                                | |                         |                    |
| 122 | "A Distração: O Retorno de Shikamaru!" Transliteração: "Feiku! Otoko Shikamaru Kishikaisei no Kake" (em japonês: フェイク!男シカマル起死回生の賭け)                            | 16 de Fevereiro de 2005 | 2010               |
| Shikamaru cria uma estratégia para prender Tayuya no Kage Mane Shibari no jutsu, ela liberta o nível 2 do selo amaldiçoado, porém Shikamaru quebra o seu forte genjutsu e consegue uma vantagem quebrando o próprio dedo com o seu jutsu e se livrar da ilusão. Naruto ainda tem problemas com Kimimaro, e Kiba continua fugindo de Sakon. | |                         |                    |
| 123 | "O Demônio Bonitão da Aldeia da Folha!" Transliteração: "Konoha no Aoki Yajū Kenzan!" (em japonês: 木ノ葉の碧き野獣見参!)                                                      | 23 de Fevereiro de 2005 | 2010               |
| Shikamaru ainda está em uma situação crítica com Tayuya, Kiba continua se escondendo de Sakon, e em meio à luta de Naruto Sasuke se liberta do barril depois de uma explosão dos selos. Rock Lee interfere na luta e assume Kimimaro como seu oponente, dizendo para Naruto seguir Sasuke. Em meio à luta de Lee e Kimimaro, Lee pára tudo para beber o remédio que Tsunade dera a ele. Porém O que bebeu era o sakê da Quinta Hokage, pois tinha confundido as garrafas ao ter fugido apressado para ajudar os outros. Guy explica a Tsunade que Lee é um especialista do estilo 'punhos bêbados'. | |                         |                    |
| 124 | "Possuído pela Besta" Transliteração: "Yajū Sakuretsu! Hajikero Futtobe Tsukinukero!" (em japonês: 野獣炸裂! 弾けろ吹っ飛べ突き抜けろ!)                                        | 2 de Março de 2005      | 2010               |
| Lee volta a ficar sóbrio, porém não consegue efetivar um bom golpe contra Kimimaro e sua defesa de ossos, Shikamaru chega a seu limite e não consegue ter nenhuma ideia brilhante, Kiba finalmente é encontrado por Udon, que disfarçava o seu cheiro com o casaco que Kiba deixara para trás. Em um momento crítico para os três surgem os shinobis de Sunagakure no Sato, Gaara, Kankuro e Temari. | |                         |                    |
| 125 | "Os Shinobi da Areia: Aliados da Folha" Transliteração: "Konoha Dōmeikoku - Suna no Shinobi" (em japonês: 木ノ葉同盟国 砂の忍)                                                 | 9 de Março de 2005      | 2010               |
| Kankuro vence facilmente Udon e Sakon com o Karakuri Engeki. Temari termina com as chances de Tayuya lançar um genjutsu sonoro com fortes jutsus que alteram a paisagem e nocauteiam rapidamente a inimiga, e Gaara começa a lutar com Kimimaro. | |                         |                    |
| 126 | "A Luta Final: Gaara contra Kimimaro" Transliteração: "Saikyō Taiketsu! Gaara VS Kimimaro!!" (em japonês: 最強対決!我愛羅VS君麻呂!!)                                           | 16 de Março de 2005     | 2010               |
| Gaara prossegue na luta contra Kimimaro, classificado por ele como persistente ante a tantos jutsus poderosos. Naruto continua tentando alcançar Sasuke. | |                         |                    |
| 127 | "Um Golpe Vingativo! A Dança da Samambaia!" Transliteração: "Shūnen no Ichigeki! Sawarabi no Mai" (em japonês: 執念の一撃! 早蕨の舞)                                           | 30 de Março de 2005     | 2010               |
| Kimimaro finalmente é derrotado por Gaara completamente. | |                         |                    |
| 128 | "Um Grito Para Ouvidos Surdos" Transliteração: "Todokanai Sakebi" (em japonês: 届かない叫び)                                                                                   | 30 de Março de 2005     | 2010               |
| Naruto alcança Sasuke e começam a lutar. | |                         |                    |

| Topo da Página |
| -------------- |

## Sexta temporada
| N.º | Título no Brasil Título original | Exibição original      | Exibição no Brasil |
| --- | --- | ---------------------- | ------------------ |
| 129 | "Irmãos: Distanciamento Entre os Uchiha" Transliteração: "Itachi to Sasuke - Tōsugiru Sonzai" (em japonês: 兄と弟 遠過ぎる存在)                                                                  | 6 de Abril de 2005     | 2010               |
| 130 | "Pai e Filho, o Emblema Partido" Transliteração: "Chichi to Ko - Hibiwareta Kamon" (em japonês: 父と子 ひび割れた家紋)                                                                           | 13 de Abril de 2005    | 2010               |
| 131 | "Os Segredos do Mangekyo Sharingan" Transliteração: "Kaigan - Mangekyō Sharingan no Himitsu" (em japonês: 開眼 万華鏡写輪眼の秘密)                                                               | 20 de Abril de 2005    | 2010               |
| 132 | "Por Um Amigo" Transliteração: "Tomo yo!" (em japonês: 親友よ!) | 27 de Abril de 2005    | 2010               |
| 133 | "Apelo de um Amigo" Transliteração: "Namida no Hōkō! Omae wa Ore no Tomodachi da" (em japonês: 涙の咆哮! オマエはオレの友達だ)                                                                   | 4 de Maio de 2005      | 2010               |
| 134 | "O Fim das Lágrimas" Transliteração: "Namida Ame no Ketsumatsu" (em japonês: 涙雨の結末) | 11 de Maio de 2005     | 2010               |
| 135 | "A Promessa que Não Pode Ser Cumprida" Transliteração: "Mamorenakatta Yakusoku" (em japonês: 守れなかった約束)                                                                                   | 18 de Maio de 2005     | 2010               |
| 136 | "Disfarce Total!? Uma Super Missão Nível S!" Transliteração: "Sennyū Sōsa!? Tsui ni Kitakita Chō S-kyū Ninmu" (em japonês: 潜入捜査!? 遂にきたきた超S級任務)                                     | 25 de Maio de 2005     | 2010               |
| 137 | "Uma Cidade de Bandidos! A Sombra do Clã Fuuma" Transliteração: "Muhōsha no Gai - Fūma Ichizoku no Kage" (em japonês: 無法者の街 ふうま一族の影)                                                 | 1 de Junho de 2005     | 2010               |
| 138 | "Traição Inocente, e um Apelo Fugaz!" Transliteração: "Kiyoki Uragiri - Hakanaki Negai" (em japonês: 清き裏切り はかなき願い)                                                                    | 8 de Junho de 2005     | 2010               |
| 139 | "Puro Terror! A Casa de Orochimaru" Transliteração: "Kyōfu! Orochimaru no Yakata" (em japonês: 恐怖! 大蛇丸の館)                                                                                 | 15 de Junho de 2005    | 2010               |
| 140 | "Duas Batidas do Coração: A Armadilha de Kabuto" Transliteração: "Futatsu no Kodō - Kabuto no Wana" (em japonês: 二つの鼓動 カブトの罠)                                                          | 22 de Junho de 2005    | 2010               |
| 141 | "A Determinação de Sakura!" Transliteração: "Sakura no Ketsui" (em japonês: サクラの決意) | 29 de Junho de 2005    | 2010               |
| 142 | "Os Três Vilões da Prisão de Segurança Máxima" Transliteração: "Genkai Shisetsu no San Akunin" (em japonês: 厳戒施設の三悪人)                                                                    | 6 de Julho de 2005     | 2010               |
| 143 | "Ton Ton! Eu Estou Contando com Você!" Transliteração: "Hashire Tonton! Omae no Hana ga Tayori Dattebayo" (em japonês: 走れトントン! お前の鼻が頼りだってばよ)                                   | 13 de Julho de 2005    | 2010               |
| 144 | "Uma Nova Equipe! Duas Pessoas e Um Cachorro?!" Transliteração: "Shin'sei Surīman Seru - Futari to Ippiki!" (em japonês: 新生三人一組 二人と一匹!)                                               | 20 de Julho de 2005    | 2010               |
| 145 | "Uma Nova Formação: Ino-Shika-Cho!" Transliteração: "Sakuretsu! Nyū Fōmēshon Ino-Shika-Chō" (em japonês: 炸裂! ニューフォーメーションいのシカチョウ)                                             | 27 de Julho de 2005    | 2010               |
| 146 | "A Sombra de Orochimaru" Transliteração: "Nokosareta Yabō - Orochimaru no Kage" (em japonês: 残された野望 大蛇丸の影)                                                                            | 10 de Agosto de 2005   | 2010               |
| 147 | "Um Confronto do Destino: Você Não Pode me Vencer!" Transliteração: "Innen no Taiketsu! Omae ni Ore wa Taose nē" (em japonês: 因縁の対決! オマエにオレは倒せねえ)                                | 17 de Agosto de 2005   | 2010               |
| 148 | "A Busca Pelo Raro Besouro Bikochu" Transliteração: "Chō-tsuibiryoku ni Akamaru mo Shitto! Maboroshi no Bikōchū wo Sagase" (em japonês: 超追尾力に赤丸も嫉妬! 幻の微香虫を探せ)                  | 17 de Agosto de 2005   | 2010               |
| 149 | "Qual a Diferença? Todos os Insetos Não São Parecidos?" Transliteração: "Doko ga Chigau no Sa!? Mushitte Onaji Mienaika" (em japonês: どこが違うのさ!? 虫って同じに見えないか)                   | 24 de Agosto de 2005   | 2010               |
| 150 | "Uma Batalha de Insetos! Engane e Será Enganado!" Transliteração: "Damashite Bakashite Damasarete! Sōzetsu Mushimushi Dai Batoru" (em japonês: だまして化かしてだまされて! 壮絶ムシムシ大バトル) | 31 de Agosto de 2005   | 2010               |
| 151 | "Queime Byakugan! Esse É Meu Jeito Ninja de Ser!!" Transliteração: "Moe yo Byakugan! Kore ga Watashi no Nindō yo" (em japonês: 燃えよ白眼! これが私の忍道よ)                                     | 14 de Setembro de 2005 | 2010               |
| 152 | "Marcha Fúnebre Para os Vivos!" Transliteração: "Sei Aru Mono e no Sōsōkyoku" (em japonês: 生あるものへの葬送曲)                                                                                 | 21 de Setembro de 2005 | 2010               |
| 153 | "Uma Lição Aprendida! O Punho de Ferro do Amor!" Transliteração: "Kokoro no Todoke! Ai no Tekken" (em japonês: 心に届け! 愛の鉄拳)                                                               | 28 de Setembro de 2005 | 2010               |

| Topo da Página |
| -------------- |

## Sétima temporada
| N.º | Título no Brasil Título original | Exibição original                                    |
| --- | --- | ---------------------------------------------------- |
| 154 | "O Inimigo do Byakugan" Transliteração: "Byakugan no Tenteki" (em japonês: 白眼の天敵) | 5 de Outubro de 2005                                 |
| 155 | "As Sinistras Nuvens Negras" Transliteração: "Shinobi Yoru An'un" (em japonês: 忍び寄る暗雲) | 12 de Outubro de 2005                                |
| 156 | "O Contra-Ataque de Raiga" Transliteração: "Gyakushū no Raiga" (em japonês: 逆襲の雷牙) | 19 de Outubro de 2005                                |
| 157 | "Corra! O Curry da Vida" Transliteração: "Hashire!!! Seimei no Karē" (em japonês: 走れ!!! 生命のカレー)                                                                                            | 26 de Outubro de 2005 19 de Janeiro de 2011 (Brasil) |
| 158 | "Siga-me! O Grande Desafio de Sobrevivência" Transliteração: "Minna Ore ni Tsuite Koi! Ase to Namida no Takurami Dai Sabaibaru" (em japonês: みんなオレについて来い! 汗と涙のタクラミ大サバイバル) | 2 de Novembro de 2005                                |
| 159 | "O Caçador de Recompensas do Deserto" Transliteração: "Teki ka Mikata ka!? Kōya no Shōkinkasegi" (em japonês: 敵か味方か!? 荒野の賞金稼ぎ)                                                         | 9 de Novembro de 2005                                |
| 160 | "Caçar ou ser caçado? Decisão no Templo O.K" Transliteração: "Eru ka Erareru ka!? Okkē Tera no Kettō" (em japonês: 獲るか獲られるか!? オッケー寺の決斗)                                            | 16 de Novembro de 2005                               |
| 161 | "O Aparecimento dos Estranhos Visitantes" Transliteração: "Sankyaku Kenzan - Ao no Yajū? Mōjū? ...Sanjū?" (em japonês: 珍客見参 碧の野獣? 猛獣? …珍獣?)                                            | 23 de Novembro de 2005                               |
| 162 | "O Guerreiro Amaldiçoado" Transliteração: "Shiroki Noroi Musha" (em japonês: 白き呪い武者) | 30 de Novembro de 2005                               |
| 163 | "O Plano do Tático" Transliteração: "Sakushi: Kōmei no Omowaku" (em japonês: 策士・紅明の思惑) | 7 de Dezembro de 2005                                |
| 164 | "Tarde Demais para Ajudar" Transliteração: "Ososugita Suketto" (em japonês: 遅すぎた助っ人) | 14 de Dezembro de 2005                               |
| 165 | "A Morte de Naruto" Transliteração: "Naruto Shisu" (em japonês: ナルト死す) | 21 de Dezembro de 2005                               |
| 166 | "Quando o Tempo Para" Transliteração: "Todomatta Mama no Jikan" (em japonês: 止まったままの時間)                                                                                                   | 4 de Janeiro de 2006                                 |
| 167 | "Quando as Garças Batem as Asas" Transliteração: "Sagi no Habataku Toki" (em japonês: 白鷺のはばたく時間)                                                                                          | 4 de Janeiro de 2006                                 |
| 168 | "Misturem, Amassem e Ferva! Cozinhe Panela de Cobre! Cozinhe!" Transliteração: "Moero Zundō! Mazete Nobashite Yude Agero!!" (em japonês: 燃えろ寸胴! 混ぜて伸ばして茹で上げろ!!)                   | 18 de Janeiro de 2006                                |
| 169 | "Lembranças: A Página Perdida" Transliteração: "Kioku - Ushinawareta Pēji" (em japonês: 記憶 失われた頁)                                                                                           | 25 de Janeiro de 2006                                |
| 170 | "A Porta Fechada" Transliteração: "Shōgeki - Tozasareta Doa" (em japonês: 衝撃 閉ざされた扉) | 1 de Fevereiro de 2006                               |
| 171 | "Infiltração: A Armadilha" Transliteração: "Sen'nyū - Shikumareta Torappu" (em japonês: 潜入 仕組まれた罠)                                                                                         | 8 de Fevereiro de 2006                               |
| 172 | "Desespero: Um Coração Partido" Transliteração: "Zetsubō - Hikisakareta Hāto" (em japonês: 絶望 引き裂かれた心)                                                                                    | 15 de Fevereiro de 2006                              |
| 173 | "Batalha no Mar: O Poder Liberado!" Transliteração: "Kaisen - Tokihanatareta Pawā" (em japonês: 海戦 解き放たれた力)                                                                               | 22 de Fevereiro de 2006                              |
| 174 | "Impossível! A Arte Ninja da Celebridade: Jutsu Estilo Dinheiro!" Transliteração: "Arienēttebayo! Serebu Ninpō: Kinton no Jutsu" (em japonês: ありえねーってばよ! セレブ忍法・金遁の術)            | 1 de Março de 2006                                   |
| 175 | "A Caça ao Tesouro Começa!" Transliteração: "Koko Hore Wan Wan! Maizōkin wo Sagase" (em japonês: ここ掘れワンワン! 埋蔵金を探せ)                                                                   | 8 de Março de 2006                                   |
| 176 | "Corra, Esquive-se em Zigue-zague! Caçar ou Ser Caçado!" Transliteração: "Shissō, Meisō, Jiguzagusō! Otte Owarete Machigaete" (em japonês: 疾走、迷走、ジグザグ走! 追って追われて間違えて)         | 15 de Março de 2006                                  |
| 177 | "Por Favor, Senhor Carteiro!" Transliteração: "Oh!? Purīzu ♥ Misutā Posutoman" (em japonês: OH!? ぷりーず♥みすたーぽすとまん)                                                                      | 22 de Março de 2006                                  |
| 178 | "Encontro! O menino com o Nome de Estrela" Transliteração: "Deai - "Hoshi" no Na wo Motsu Shōnen" (em japonês: 出会い 「星」の名を持つ少年)                                                        | 29 de Março de 2006                                  |

| Topo da Página |
| -------------- |

## Oitava temporada
| N.º | Título no Brasil Título original | Exibição original      |
| --- | --- | ---------------------- |
| 179 | "A Inesquecível Canção de Ninar" Transliteração: "Natsuhiboshi - Omoide no Komori Uta" (em japonês: ナツヒボシ 思い出の子守唄)                                       | 5 de Abril de 2006     |
| 180 | "Jutsu Oculto! O Preço da Arte Ninja: Kujaku" Transliteração: "Hijutsu - Kujaku Myōhō no Daishō" (em japonês: 秘術 孔雀妙法の代償)                                   | 12 de Abril de 2006    |
| 181 | "Hoshikage: A Verdade Enterrada" Transliteração: "Hoshikage - Hōmurisarareta Shinjutsu" (em japonês: 星影 葬り去られた真実)                                          | 19 de Abril de 2006    |
| 182 | "Reencontro: O Tempo Restante" Transliteração: "Saikai - Nokosareta Jikan" (em japonês: 再会 残された時間)                                                           | 26 de Abril de 2006    |
| 183 | "A Estrela Radiante" Transliteração: "Hoshi wa Kagayaki wo Mashite" (em japonês: 星は輝きを増して)                                                                   | 3 de Maio de 2006      |
| 184 | "O Longo Dia de Kiba" Transliteração: "Inuzuka Kiba no Nagaaai Ichinichi" (em japonês: 犬塚キバのなが〜い一日)                                                       | 10 de Maio de 2006     |
| 185 | "A Lenda da Aldeia da Folha: O Onbaa!" Transliteração: "Konohagakure no Densetsu - Onbaa wa Jitsuzai Shita!!" (em japonês: 木ノ葉隠れの伝説 オンバアは実在した!!)    | 17 de Maio de 2006     |
| 186 | "O Risonho Shino" Transliteração: "Warau Shino" (em japonês: 笑うシノ)                                                                                               | 24 de Maio de 2006     |
| 187 | "Aberto para Negócio! O Serviço de Mudanças da Aldeia da Folha" Transliteração: "Kaigyō!! Konoha Hikkoshi Sentā" (em japonês: 開業!! 木ノ葉引越センター)             | 31 de Maio de 2006     |
| 188 | "O Mistério dos Mercadores Perseguidos" Transliteração: "Fukakai - Nerawareta Gyōshōnin" (em japonês: 不可解 狙われた行商人)                                         | 7 de Junho de 2006     |
| 189 | "Um Ilimitado Carregamento de Armas Ninjas" Transliteração: "Chikasui - Mujinzō no Ningu" (em japonês: 地下水 無尽蔵の忍具)                                          | 14 de Junho de 2006    |
| 190 | "O Byakugan Vê o Ponto Cego!" Transliteração: "Byakugan wa Mita! Jiki Tsukai no Shikaku" (em japonês: 白眼は見た! 磁気使いの死角)                                    | 21 de Junho de 2006    |
| 191 | "Previsão: Morte! Céu Nublado com chance de Sol!!" Transliteração: "Shi no Senkoku - "Kumori Tokidoki Hare"" (em japonês: 死の宣告 「くもり時々晴れ」)               | 28 de Junho de 2006    |
| 192 | "Ino Grita! O Paraíso da Gordura!" Transliteração: "Ino Zekkyō! Pocchari ♥ Paradaisu" (em japonês: いの絶叫! ポッチャリ♥パラダイス)                                  | 5 de Julho de 2006     |
| 193 | "O Desafio Dojo Viva! A Juventude tem Tudo a Ver com Paixão!" Transliteração: "Biba Dōjōyaburi! Seishun wa Bakuhatsuda" (em japonês: ビバ道場破り! 青春はバクハツだ) | 12 de Julho de 2006    |
| 194 | "A Misteriosa Maldição do Castelo Mal Assombrado" Transliteração: "Kaiki - Norowareta Yureishiro" (em japonês: 怪奇 呪われた幽霊城)                                  | 19 de Julho de 2006    |
| 195 | "A 3ª Super-Besta" Transliteração: "Daisan no Chōjū - Saidai no Raibaru" (em japonês: 第三の超獣 最大のライバル)                                                     | 26 de Julho de 2006    |
| 196 | "Confrontração de Sangue Quente: Aluno Contra Sensei" Transliteração: "Namida no Gekitotsu! Nekketsu Shitei Taiketsu" (em japonês: 涙の激突! 熱血師弟対決)           | 9 de Agosto de 2006    |
| 197 | "Crise: A Reunião dos 11 da Folha!" Transliteração: "Daipinchi! Konoha no Jūichinin Zen'in Shūgō" (em japonês: 大ピンチ! 木ノ葉の11人全員集合)                       | 16 de Agosto de 2006   |
| 198 | "Os ANBU desistem? As Lembranças de Naruto" Transliteração: "Anbu Mō Teage - Naruto no Kioku" (em japonês: 暗部もお手上げ ナルトの記憶)                              | 23 de Agosto de 2006   |
| 199 | "O Erro do Alvo" Transliteração: "Matohazure - Mietekita Tāgetto" (em japonês: 的外れ 見えてきた標的)                                                                | 30 de Agosto de 2006   |
| 200 | "O Ajudante Poderoso" Transliteração: "Gen'eki Baribari! Saikyō no Suketto" (em japonês: 現役バリバリ! 最強の助っ人)                                                 | 13 de Setembro de 2006 |
| 201 | "Múltiplas Armadilhas! A Contagem Regressiva para a Destruição" Transliteração: "Tajū Torappu - Hōkai no Kauntodaun" (em japonês: 多重トラップ 崩壊のカウントダウン) | 20 de Setembro de 2006 |
| 202 | "As 5 Melhores Batalhas Ninja!" Transliteração: "Ninjatachi no Ase to Namida no Meishōbu Besuto 5!" (em japonês: 忍者たちの汗と涙の名勝負ベスト5!)                   | 27 de Setembro de 2006 |

| Topo da Página |
| -------------- |

## Nona temporada
| N.º | Título no Brasil Título original | Exibição original      |
| --- | --- | ---------------------- |
| 203 | "A Decisão de Kurenai: Equipe 8 Dispensada" Transliteração: "Kurenai no Ketsudan - Torinokosareta Daihappan" (em japonês: 紅の決断 とり残された第8班)                             | 5 de Outubro de 2006   |
| 204 | "O Poder Selado de Yakumo" Transliteração: "Nerawareta Yakumo - Fūinsareta Nōryoku" (em japonês: 狙われた八雲 封印された能力)                                                     | 5 de Outubro de 2006   |
| 205 | "Missão Super-Secreta de Kurenai: A Promessa com o Terceiro..." Transliteração: "Kurenai no Gokuhi Ninmu ~Sandaime to no Yakusoku~" (em japonês: 紅の極秘任務 〜三代目との約束〜) | 5 de Outubro de 2006   |
| 206 | "Genjutsu ou Realidade?" Transliteração: "Genjutsu ka Genjitsu ka - Gokan wo Seisuru Mono" (em japonês: 幻術か現実か 五感を制するもの)                                            | 19 de Outubro de 2006  |
| 207 | "A Habilidade Supostamente Selada" Transliteração: "Fūjiraretahazu no Chikara" (em japonês: 封じられたはずの能力)                                                                 | 26 de Outubro de 2006  |
| 208 | "O Peso do Artefato Premiado!" Transliteração: "Meiki - Kachōfūgetsu no Omosa" (em japonês: 名器 花鳥風月の重さ)                                                                  | 2 de Novembro de 2006  |
| 209 | "O Inimigo: Ninja Renegado" Transliteração: "Teki wa "Shinobazu"" (em japonês: 敵は「不忍」)                                                                                      | 9 de Novembro de 2006  |
| 210 | "A Desconcertante Floresta" Transliteração: "Mayoi no Mori" (em japonês: 迷いの森)                                                                                                | 16 de Novembro de 2006 |
| 211 | "Recordações das Chamas" Transliteração: "Honō no Kioku" (em japonês: 炎の記憶)                                                                                                   | 30 de Novembro de 2006 |
| 212 | "Para Cada Um Seu Próprio Caminho" Transliteração: "Sorezore no Michi" (em japonês: それぞれの道)                                                                                 | 7 de Dezembro de 2006  |
| 213 | "Memórias Desaparecidas" Transliteração: "Ushinawareta Kioku" (em japonês: 失われた記憶)                                                                                          | 14 de Dezembro de 2006 |
| 214 | "Voltando à Realidade" Transliteração: "Torimodoshita Genjitsu" (em japonês: 取り戻した現実)                                                                                      | 21 de Dezembro de 2006 |
| 215 | "Um Passado a Ser Apagado" Transliteração: "Keshi Saritai Kako" (em japonês: 消し去りたい過去)                                                                                    | 21 de Dezembro de 2006 |
| 216 | "Shukaku é o Alvo" Transliteração: "Kieta Takumi - Nerawareta Shukaku" (em japonês: 消えた匠 狙われた守鶴)                                                                        | 11 de Janeiro de 2007  |
| 217 | "A Aliança da Areia com os Shinobis da Folha" Transliteração: "Suna no Dōmeikoku - Konoha no Shinobi" (em japonês: 砂の同盟国 木ノ葉の忍)                                         | 18 de Janeiro de 2007  |
| 218 | "Areia Selada: O Contra-Ataque!" Transliteração: "Fūjiwareta Suna - Suiko no Hangeki" (em japonês: 封じられた砂 水虎の反撃)                                                       | 25 de Janeiro de 2007  |
| 219 | "A Derradeira Arma Renasce" Transliteração: "Yomigaetta Kyūkyoku Heiki" (em japonês: よみがえった究極兵器)                                                                        | 1 de Fevereiro de 2007 |
| 220 | "A Partida" Transliteração: "Tabidachi" (em japonês: 旅立ち) | 8 de Fevereiro de 2007 |

| Topo da Página |
| -------------- |